# Edmonton
Edmonton [ˈedməntən] ist die Hauptstadt der kanadischen Provinz Alberta in Nordamerika. Sie hat 1.100.000 Einwohner, die Metropolregion (CMA) zählt 1.563.571 Einwohner (2024). Edmonton ist nach Calgary die zweitgrößte Stadt der Provinz, die fünftgrößte in Kanada und die nördlichste Millionenstadt Nordamerikas.
Sie liegt nahe des Zentrums der Provinz am North Saskatchewan River an der nordwestlichen Grenze der nordamerikanischen Prärie, die hier langsam in borealen Nadelwald übergeht. Die Berge der Canadian Rockies sind etwa 230 Kilometer weiter südwestlich gelegen. Die nächstgrößere Stadt Calgary liegt etwa 280 Kilometer weiter südlich. Nördlich von Edmonton gibt es hingegen keine kanadische Stadt, die mehr als 100.000 Einwohner hat.
Das Gebiet, aus dem später die Stadt Edmonton wurde, war schon seit langer Zeit von den Ureinwohnern bewohnt und war auch ein historischer Ort für die Métis. Bis 1795 wurden in dem Gebiet, aus dem später der Großraum Edmonton hervorging, zahlreiche Handelsposten errichtet. „Fort Edmonton“, wie es genannt wurde, wurde nach dem Zusammenschluss der Hudson’s Bay Company und der North West Company im Jahr 1821 zum wichtigsten Handelszentrum der Region. Die Ortschaft blieb bis zur kanadischen Übernahme von Ruperts Land im Jahr 1870 dünn besiedelt. 1891 kam der Anschluss an die Canadian Pacific Railway, 1904 wurde Edmonton zur Stadt erklärt und 1905 zur Hauptstadt der neuen Provinz Alberta. die etwa bis zum Zweiten Weltkrieg stark von der Landwirtschaft abhing. Kriegsproduktion und Bodenschätze brachten der Stadt trotz des unwirtlichen Klimas einen lang anhaltenden industriellen Aufschwung. Das Wachstum der Stadt wurde im 20. Jahrhundert durch die Aufnahme von fünf benachbarten Gemeinden (Strathcona, North Edmonton, West Edmonton, Beverly und Jasper Place) sowie durch eine Reihe von weiteren Eingemeindungen bis 1982 erleichtert.
Edmonton, das auch als „Tor zum Norden“ bekannt ist, hat sich zu einer Drehscheibe für große Ölsandprojekte in Nord-Alberta und große Diamantenabbauvorhaben in den Nordwest-Territorien entwickelt. Darüber hinaus ist die Stadt ein Kultur-, Regierungs- und Bildungszentrum, in dem das ganze Jahr über Festivals stattfinden, was sich in dem Spitznamen „Canada's Festival City“ widerspiegelt. Den bedeutendsten Wirtschaftszweig stellt heute das Dienstleistungsgewerbe dar, dessen größter Arbeitgeber neben der Regierung die University of Alberta ist. In Edmonton befindet sich Kanadas größtes Einkaufszentrum, die West Edmonton Mall (von 1981 bis 2004 das größte Einkaufszentrum der Welt) und der Fort Edmonton Park, Kanadas größtes Geschichtsmuseum.
Mit den Edmonton Oilers ist die Stadt Heimat eines der bekanntesten NHL-Teams, dass fünf Mal den Stanley Cup gewann, und wo unter anderem die Eishockey-Legende Wayne Gretzky einen Großteil seiner Karriere verbrachte.

## Geographie
Edmonton liegt nahe dem geographischen Zentrum der Provinz Alberta, auf einer Höhe von 668 Metern über dem Meeresspiegel. Das Gelände um die Stadt ist im Allgemeinen flach bis leicht wellig, durchzogen von Schluchten und tief eingeschnittenen Flusstälern wie dem Tal des North Saskatchewan Rivers. Obwohl die Rocky Mountains lediglich etwa 220 km im Südwesten liegen, sind die Berge zu weit entfernt, als dass sie von den höchsten Gebäuden der Stadt aus erkennbar wären.
Der North Saskatchewan River, der beim Columbia-Eisfeld im Jasper-Nationalpark entspringt, teilt die Stadt in Südwest-Nordost-Richtung. Er fließt über den Saskatchewan River, den Winnipegsee und den Nelson River in die Hudson Bay. Auf dem Stadtgebiet münden zahlreiche Bäche in den Fluss, wie etwa der Mill Creek oder den Whitemud Creek, deren Schluchten in Parks integriert sind. Edmonton liegt zwischen der Prärie im Süden und dem borealen Nadelwald im Norden. Die als Aspen Parkland bezeichnete Übergangszone besteht aus Hainen mit Espen und Fichten, die von offenem Grasland unterbrochen sind. Landwirtschaft, Besiedlung und Förderung von Bodenschätzen haben diese Biosphäre jedoch an vielen Stellen zurückgedrängt.

### Parkland

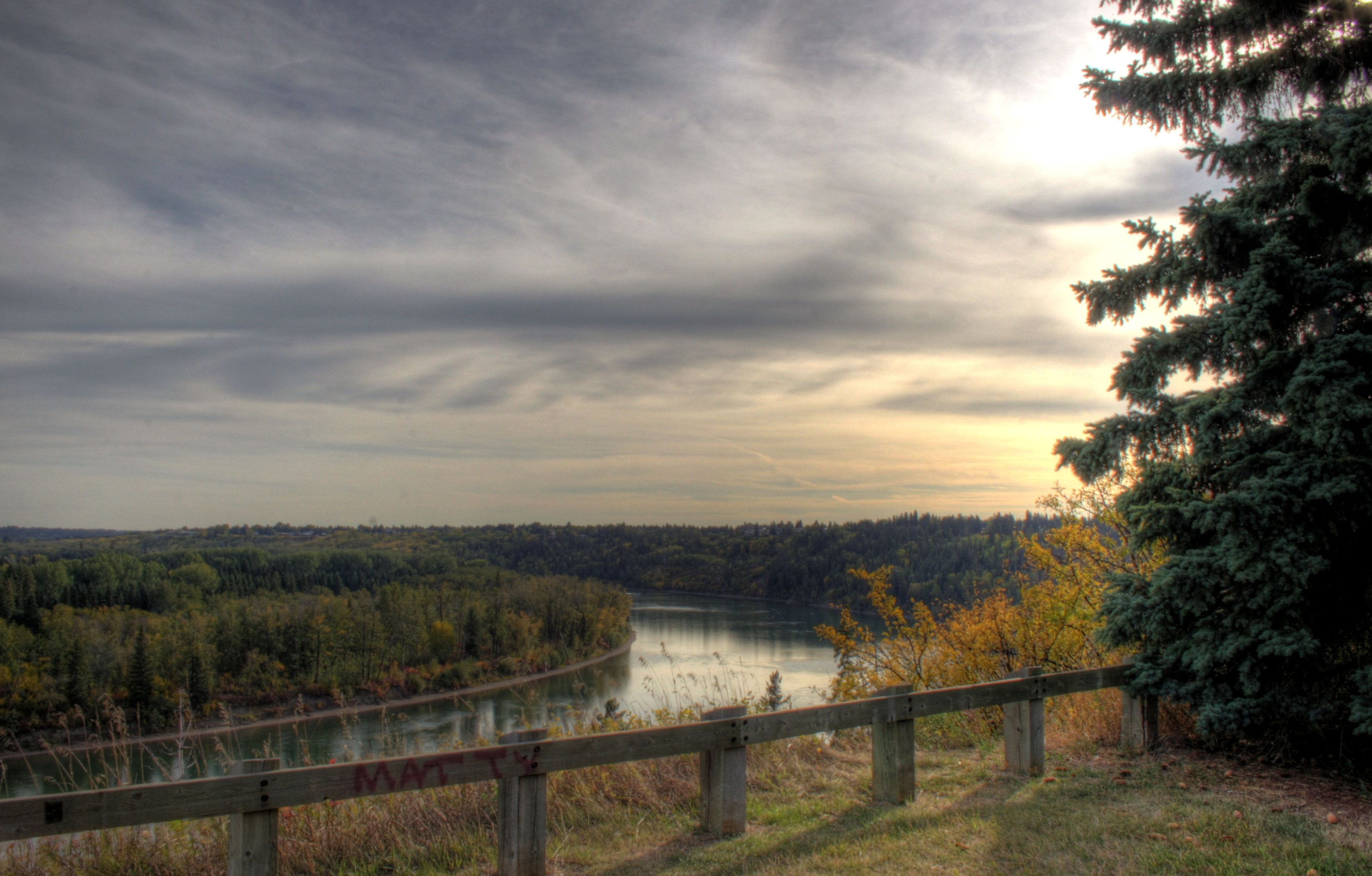
Blick über das Tal des North Saskatchewan River

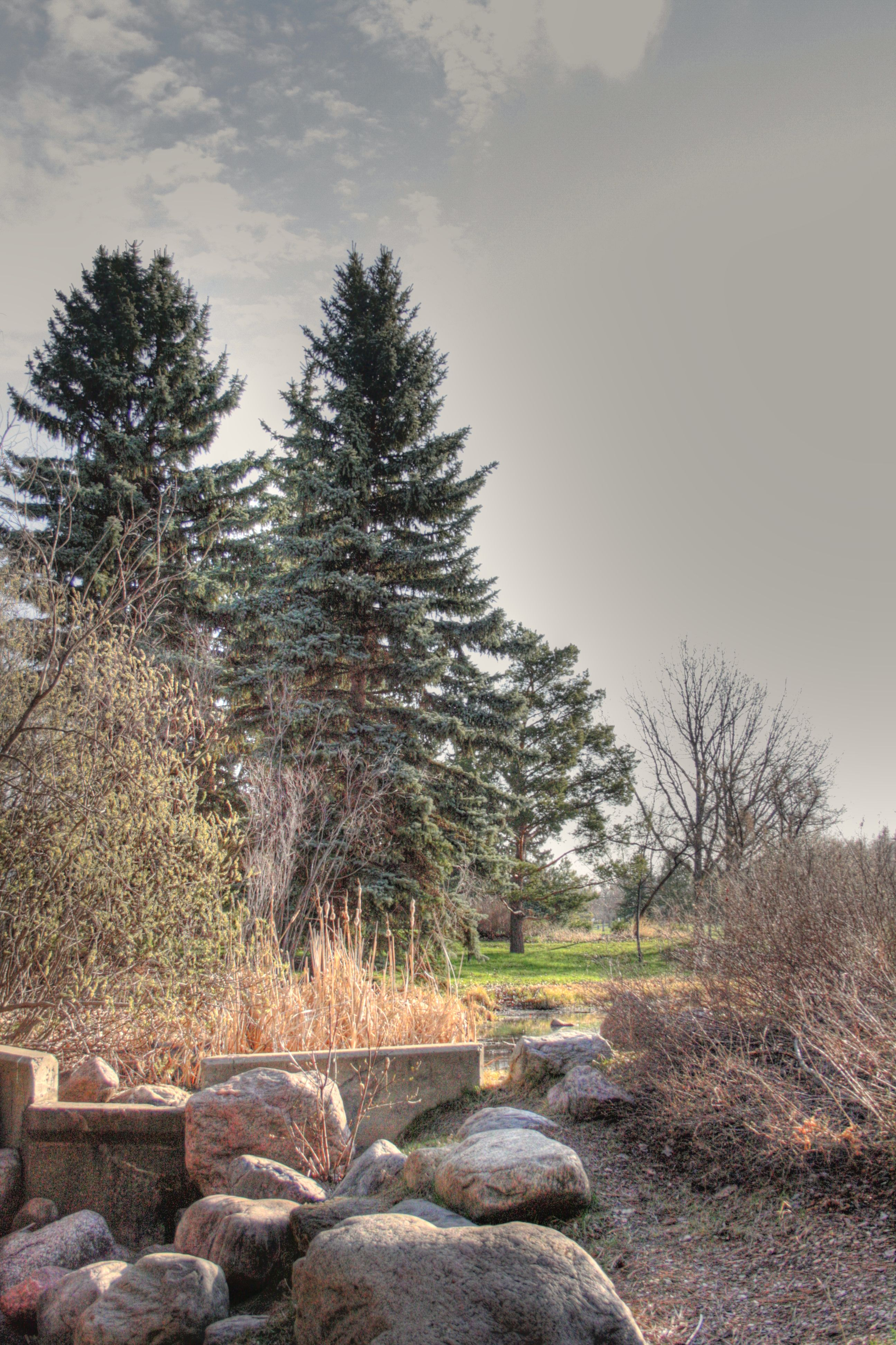
Bachbett im Hawrelak Park, benannt nach William Hawrelak, der von 1951–1959, 63–65 und 74–75 Bürgermeister war, dem früheren Mayfair Park

Das Flusstal von Edmonton besteht aus dem längsten zusammenhängenden System von städtischen Parks in Nordamerika, dem River Valley Parks System. Die Stadt besitzt pro Kopf die größte Fläche an Parkanlagen aller kanadischen Städte. Die Stadtparks entlang des North Saskatchewan Rivers werden durch zahlreiche Parks in verschiedenen Stadtvierteln ergänzt; die Gesamtfläche beträgt 111 km². Innerhalb des 74 km² großen und 48 km langen Flussparksystems gibt es elf Seen, 14 Schluchten und 22 einzelne Parkanlagen. Fünf dieser Parks sind nach den „Famous Five“ benannt.
Edmontons Parklandschaft besitzt eine der weltweit größten Konzentrationen gesunder Amerikanischer Ulmen, die nicht vom Ulmensterben betroffen sind, dem die meisten Bäume dieser Art im östlichen Nordamerika zum Opfer gefallen sind. Banks-Kiefern, Küstenkiefern, Weißfichten, Moorbirken, Espen, Roteschen, Linden, diverse Pappeln und Weiden sowie Eschenahorne sind ebenfalls weit verbreitet. Eingeführte, nichteinheimische Baumarten sind unter anderem Stechfichte, Spitzahorn, Roteiche, Zuckerahorn, Gewöhnliche Rosskastanie und McIntosh-Apfelbaum. Drei Walnussarten – Butternuss, Mandschurische Walnuss und Schwarznuss – sind in Edmonton erhalten geblieben.
Mehrere Golfplätze, sowohl öffentlich als auch privat, befinden sich im Flusstal. Aufgrund der Lage der Stadt im hohen Norden können diese bis in die späten Abendstunden bespielt werden. Während der langen Wintersaison wird in den Parks und auf den Golfplätzen Wintersport betrieben, beliebt sind insbesondere Skilanglauf und Eislaufen. Im Flusstal gibt es auch vier Gebiete für den alpinen Skisport, davon zwei auf Stadtgebiet und zwei knapp außerhalb.

### Stadtgliederung

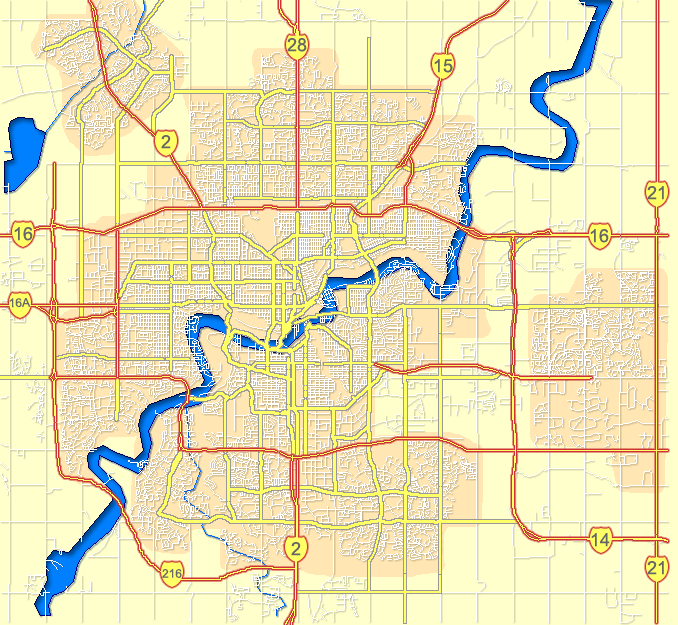
Übersichtskarten mit den wichtigsten Straßen und Gewässern

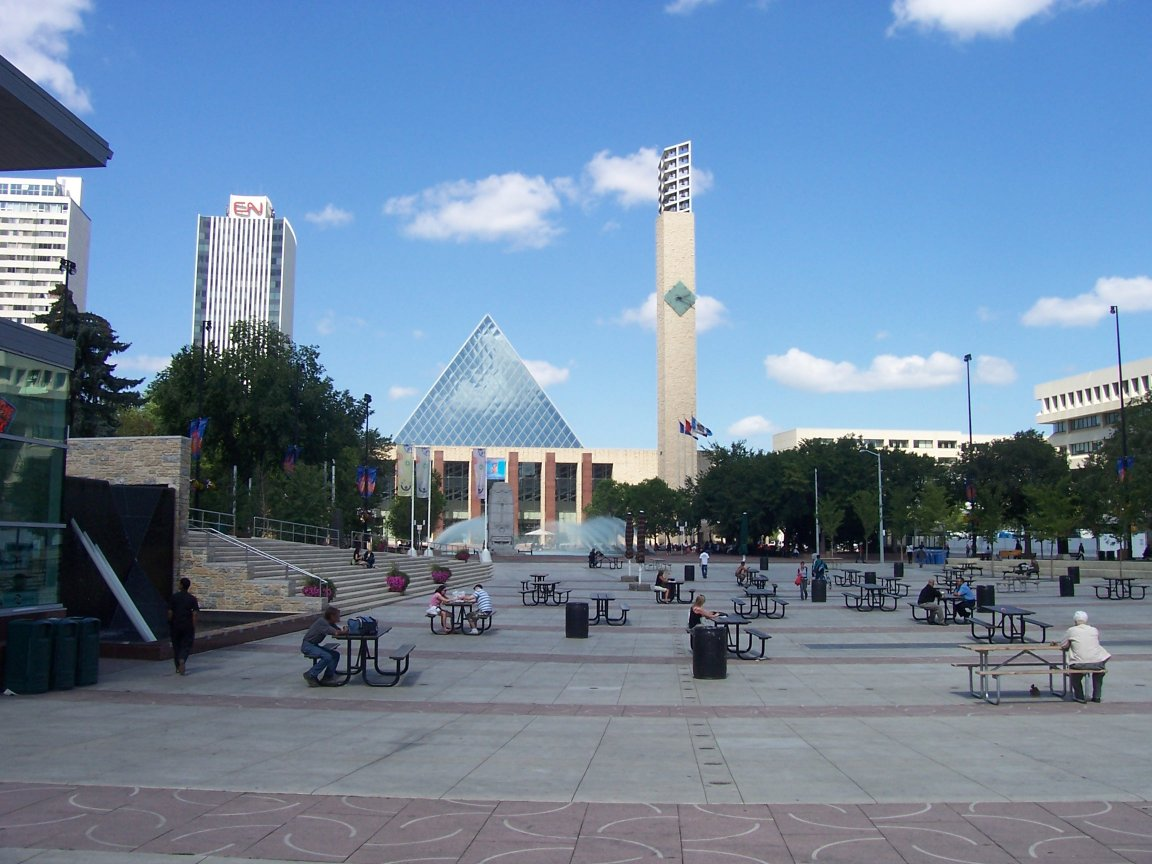
Churchill Square, Hauptplatz in Downtown Edmonton

Der Stadtkern, die Downtown, besteht aus dem Handelszentrum, dem Arts District, Rice Howard Way Pedestrian Mall, der MacKay Avenue, Jasper-West, dem Warehouse District und dem Regierungsviertel (Grandin neighbourhood).
Um diesen Stadtkern gliedern sich weitere Stadtteile, die hier als Neighbourhoods bezeichnet werden an, wie Oliver, Glenora, Westmount, Inglewood, Central McDougall, McCauley, Alberta Avenue oder Norwood im Norden, Windsor Park, Garneau, Old Strathcona, Bonnie Doon südlich des Flusses. Riverdale, Rossdale, Walterdale und Cloverdale, die im Flusstal liegen, wehrten sich mit Teilerfolgen gegen einen Räumungsversuch in den 1970er Jahren.

### Klima
Edmonton liegt im Übergangsbereich von kühlgemäßigtem zu kaltem Nadelwaldklima. Aus diesem Grund herrscht ein relativ trockenes und sonniges Kontinentalklima mit großen Unterschieden zwischen Sommer und Winter vor. Allerdings sind die Winter etwas milder als in den südlicher gelegenen Städten Regina und Winnipeg. Die durchschnittliche Temperatur reicht von −11,7 °C im Januar bis 17,5 °C im Juli. Im Durchschnitt steigen die Temperaturen dreimal pro Jahr auf über 30 °C, während sie an 28 Tagen auf unter −20 °C fallen. Die höchste je in Edmonton gemessene Temperatur war 34,5 °C am 5. August 1998. Die kälteste Temperatur war −49,4 °C, gemessen am 19. und 21. Januar 1886. Das Jahr 2006 war besonders warm, als die Temperaturen zwischen Mitte Mai und Anfang September an insgesamt 20 Tagen auf über 29 °C stiegen. In der Regel dauert der Sommer von Ende Juni bis Ende August, der Winter von November bis März. Im Winter herrscht meist Dauerfrost, die Temperaturen können aber zwischendurch über den Gefrierpunkt steigen, wenn Warmluft vom Süden hereinströmt. Frühling und Herbst sind kurz und von wechselhaftem Wetter geprägt.
Das Klima Edmontons ist relativ trocken. Im Durchschnitt fallen pro Jahr 476,9 mm Niederschlag, davon sind 365,7 mm Regen und 123,5 cm Schnee. Die meisten Niederschläge fallen im Spätfrühling, im Sommer und im Frühherbst. Der feuchteste (und auch heißeste) Monat ist der Juli, während Februar, März, Oktober und November am trockensten sind. Edmonton genießt ein sonniges Klima mit ca. 2344 Sonnenstunden pro Jahr.

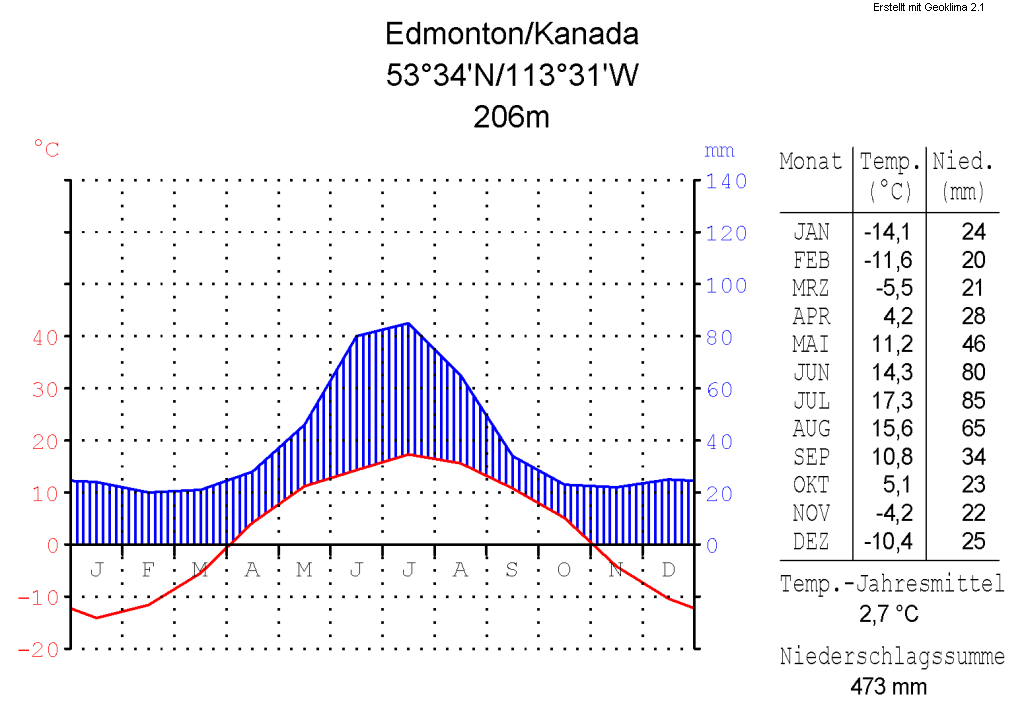
Klimadiagramm Edmonton

Gewitter treten im Sommer häufig auf. Gelegentlich sind sie heftig genug, um Hagel, Stürme, Trichterwolken und Tornados entstehen zu lassen. Allerdings sind die in Edmonton auftretenden Tornados weitaus schwächer und weniger lang andauernd als jene weiter im Süden. Tornados der Stärke F4 auf der Fujita-Skala sind äußerst selten. Der letzte ereignete sich am 31. Juli 1987; er forderte 27 Todesopfer, zerstörte 300 Häuser und verursachte Schäden in Höhe von 330 Millionen kanadischen Dollar. Ein besonders heftiges Gewitter, das in dieser Stärke nur etwa alle 200 Jahre auftritt, ereignete sich am 11. Juli 2004. Innerhalb einer Stunde fielen 100 mm Regen und Hagel pro Quadratmeter.
Die nachfolgende Tabelle zeigt die durchschnittlichen Klimawerte der Jahre 1971 bis 2000:
|                        | Jan   | Feb   | Mär  | Apr  | Mai  | Jun  | Jul  | Aug  | Sep  | Okt  | Nov  | Dez   |   |       |
| Mittl. Temperatur (°C) | −11,7 | −8,4  | −2,6 | 5,5  | 11,7 | 15,5 | 17,5 | 16,6 | 11,3 | 5,6  | −4,1 | −9,6  | ⌀ | 4     |
| Mittl. Tagesmax. (°C)  | −7,3  | −3,6  | 2,1  | 11,3 | 17,6 | 21,0 | 22,8 | 22,1 | 16,8 | 10,9 | 0    | −5,4  | ⌀ | 9,1   |
| Mittl. Tagesmin. (°C)  | −16   | −13,1 | −7,3 | −0,3 | 5,7  | 10,0 | 12,1 | 11,1 | 5,8  | 0,3  | −8,2 | −13,9 | ⌀ | −1,1  |
|                        |       |       |      |      |      |      |      |      |      |      |      |       |   |       |
| Niederschlag (mm)      | 22,5  | 14,6  | 16,6 | 26,0 | 49,0 | 87,1 | 91,7 | 69,0 | 43,7 | 17,9 | 17,9 | 20,9  | Σ | 476,9 |
|                        |       |       |      |      |      |      |      |      |      |      |      |       |   |       |
| Sonnenstunden (h/d)    | 3,1   | 4,3   | 5,6  | 7,9  | 9,0  | 9,3  | 9,9  | 9,0  | 6,1  | 5,4  | 3,4  | 2,5   | ⌀ | 6,3   |
|                        |       |       |      |      |      |      |      |      |      |      |      |       |   |       |
| Regentage (d)          | 11,9  | 8,6   | 8,4  | 7,8  | 11,3 | 14,3 | 14,4 | 12,4 | 9,8  | 7    | 9,1  | 10,9  | Σ | 125,9 |

| −16 |

| −13,1 |

| −7,3 |

| −0,3 |

| 5,7 |

| 10,0 |

| 12,1 |

| 11,1 |

| 5,8 |

| 0,3 |

| −8,2 |

| −13,9 |

| −16 |

| −13,1 |

| −7,3 |

| −0,3 |

| 5,7 |

| 10,0 |

| 12,1 |

| 11,1 |

| 5,8 |

| 0,3 |

| −8,2 |

| −13,9 |

| N i e d e r s c h l a g | 22,5 | 14,6 | 16,6 | 26,0 | 49,0 | 87,1 | 91,7 | 69,0 | 43,7 | 17,9 | 17,9 | 20,9 |
|                         | Jan  | Feb  | Mär  | Apr  | Mai  | Jun  | Jul  | Aug  | Sep  | Okt  | Nov  | Dez  |

## Geschichte

### Vorgeschichte
Als sich am Ende der Würmeiszeit die Gletschermassen nach Norden zurückzogen, bildete sich auf dem frei gelegten Land ein großer, flacher See. Dieser entleerte sich vor rund 12.000 Jahren innerhalb kurzer Zeit, nachdem die Moräne am Südufer erodiert war. Der neu entstandene North Saskatchewan River bahnte sich einen Weg durch die weichen Sedimente des ehemaligen Sees und trug auch die darunter liegenden Schichten ab. Innerhalb von 3000 Jahren entstand so das tief eingeschnittene Flusstal.

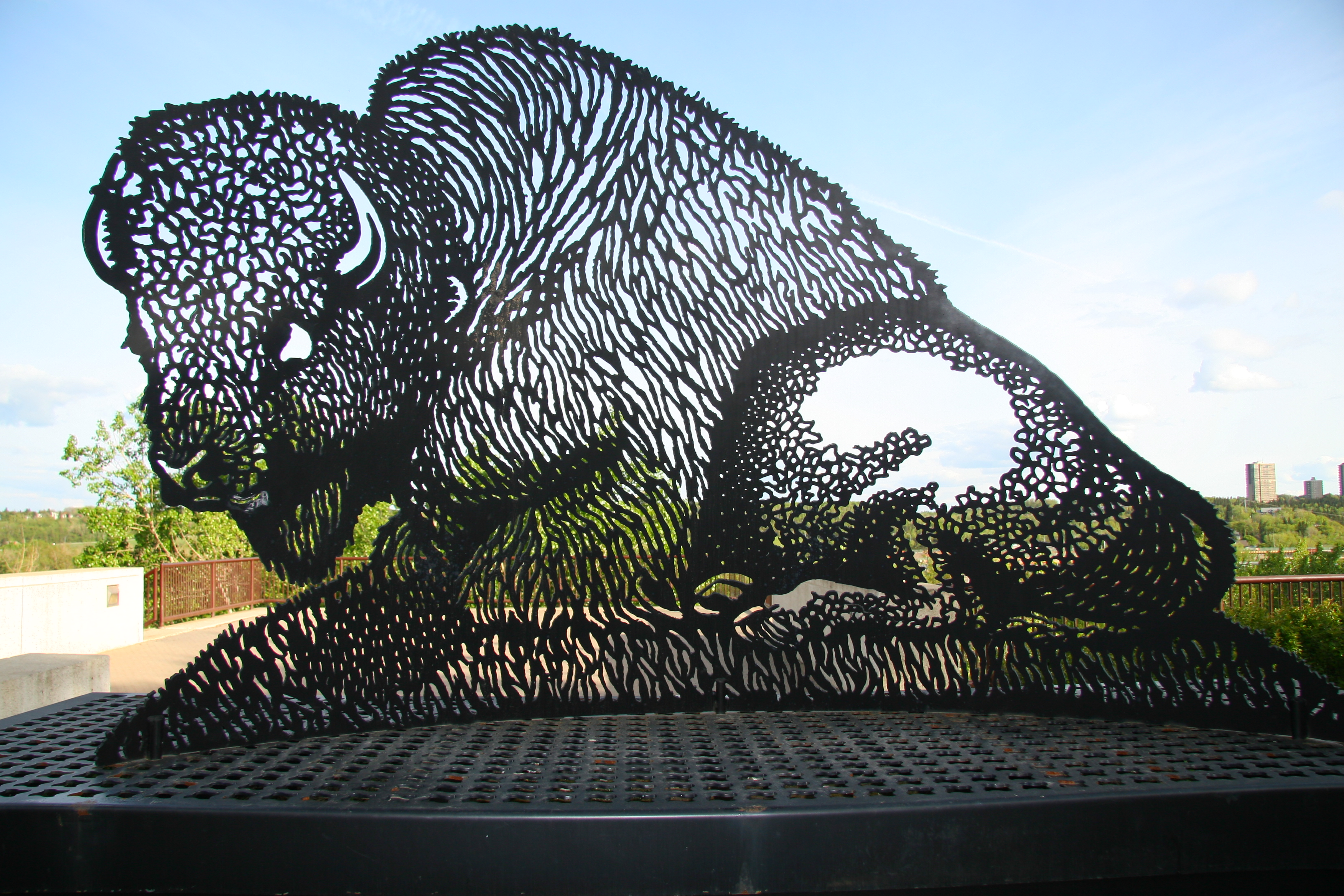
Der für die Geschichte bis ins späte 19. Jahrhundert bedeutende Bison findet sich an vielen Stellen, Joe Fafard, Stahl.

Um 9000 v. Chr. lassen sich menschliche Spuren im Süden Albertas nachweisen, die auf nomadische, hauptsächlich auf Jagd basierende Kulturen hindeuten. Sie waren möglicherweise Bisonjäger, worauf Funde bei Vilna, rund 150 km nordöstlich von Edmonton und am James-Pass hinweisen. Funde im Drayton Valley, 130 km südwestlich von Edmonton und in der Peace-River-Region weisen auf eine andere Lebensweise hin. Offenbar jagten diese ersten Bewohner neben anderem Großwild auch kleine Pferde und benutzten dabei Waffen vom Clovis-Typ. Diese Gruppe lebte im Norden Albertas, z. B. an den Vermilion Lakes westlich von Banff.
Ob die Jagderfolge der jungsteinzeitlichen Jäger zum Verschwinden der Mammuts und Pferde führten, oder der drastische Klimawandel, ist unklar. Graslandschaften und boreale Wälder breiteten sich in den folgenden Jahrhunderten weiter nach Norden und Osten aus. Nun existierte in Zentral-Alberta eine Gruppe von Jägern, die die lanzenförmigen Spitzen des Südens nicht benutzte. Mit dem Verschwinden der Megafauna, vor allem von Mammut und Mastodon, setzte eine Spezialisierung auf kleinere, aber in großen Herden vorkommende Tiere ein, auf Karibus und Bisons, denen sie wahrscheinlich bis zu 1400 km pro Jahr nachsetzten.
Zwischen 7000 und 4000 v. Chr., als im Süden ein extrem trockenes Klima herrschte, zogen Bisonherden nordwärts, denen die menschlichen Jäger folgten. Eine technologische Neuerung, die Speerschleuder (Atlatl), kam um 5000 v. Chr. in Gebrauch. Damit erhöhte sich die Reichweite der Jäger, aber auch ihre Sicherheit. Weiträumige Schweifgebiete oder früher Handel zeigt sich bei einer Klinge, die an den Gardiner Lake Narrows nahe Fort McMurray gefunden wurde, und die aus einem 1600 km entfernten Lager aus dem Nordwesten stammte. Bis etwa 3500 v. Chr. sorgte eine trockene, warme Phase für die weiteste Ausbreitung der Graslandschaft zu Lasten der Wälder. Spätestens 3000 v. Chr. entstanden Vorratshäuser. In diesen Pit-Häusern kochte man in Wasser gelegte Knochen mit Hilfe glühender Steine aus, wahrscheinlich um Pemmikan herzustellen.
Um 2000 v. Chr. begann eine erneute Zwischenkaltzeit mit kühleren, feuchteren Wintern. Größere Büffelherden durchzogen wieder das Gebiet. Möglicherweise verdrängten Gruppen aus dem Süden die so genannten Oxbow-Leute weiter nach Norden. Um 1250 v. Chr. bis 500 n. Chr. sind erste zeremoniell bedeutsame Plätze greifbar, die Medicine Wheels genannt werden. Sie sind zum Teil bis heute heilig. Auf die Oxbow-Kultur folgte möglicherweise die Besant-Kultur, die bereits Tonwaren und – um 200 n. Chr. – Pfeil und Bogen kannte.
Bestimmte Steinarten kamen als Handelsgüter aus Oregon und aus Nord-Dakota, aus dem Gebiet der Großen Seen kam Kupfer, dazu Schmuck aus Muscheln vom Pazifik und sogar vom Golf von Mexiko. Die Kultur der Moundbuilder in Ohio, Dakota und am oberen Mississippi strahlte bis nach Zentral-Alberta aus. Die Zähne von Grizzlybären oder Chalzedon wurden spätestens um 100 v. Chr. von den vergleichsweise dichten Bevölkerungen im Süden nachgefragt. Dies veranlasste Jäger, sich auf die Suche danach zu machen – ein Muster, in das die später aus Europa kommenden Pelzhändler sich leicht einfügten.
Um 750 zogen Vorfahren der Athabasken südwärts. Eine eigene Kultur, die eine hoch entwickelte Töpferei aufwies, entstand in Zentral- und Süd-Alberta. Schon zu dieser Zeit lassen sich Blackfoot und Cree voneinander unterscheiden. Die über mehrere Jahrtausende betriebenen Treibjagdtechniken wurden zwischen 1600 und 1700 aufgegeben, da Gewehre als Jagdwaffen und Ende des 17. Jahrhunderts Pferde auftauchten.

### Gründung und langsames Wachstum
Es wird allgemein angenommen, dass Anthony Henday, ein Angestellter der Hudson’s Bay Company (HBC), im Jahr 1754 der erste Europäer war, der die Gegend erreichte. Seine Entdeckungsreisen durch die kanadische Prärie dienten hauptsächlich dem Zweck, Routen für den Pelzhandel zu finden und Handelskontakte mit den Einheimischen zu knüpfen, um dem Hauptkonkurrenten North West Company (NWC) zuvorzukommen. Bis in die 1790er Jahre operierten Händler und Jäger von weiter südlich gelegenen Forts aus und lebten nur saisonal am North Saskatchewan River.

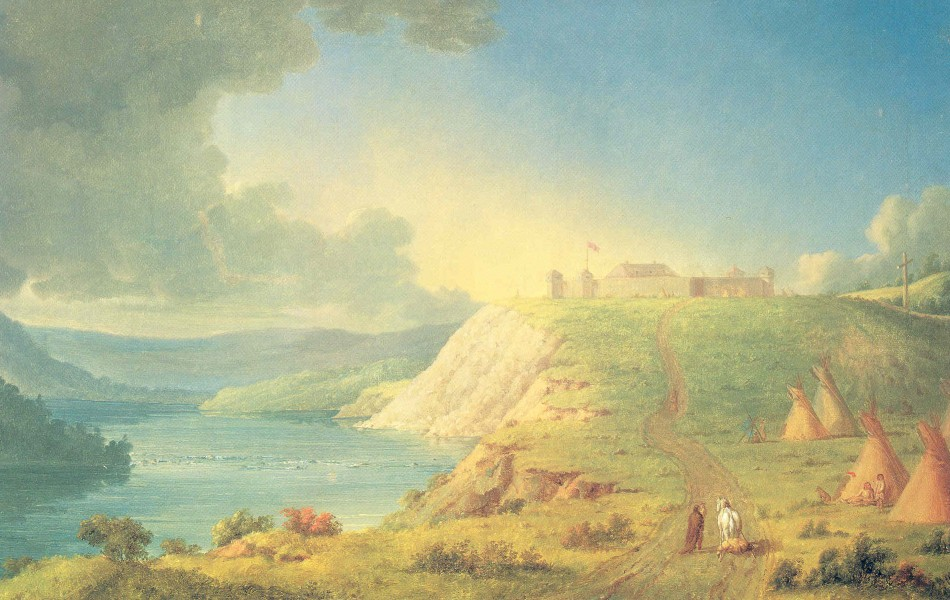
Fort Edmonton, Gemälde von Paul Kane, 1849–56

1795 gründete die HBC an der Mündung des Sturgeon River in den North Saskatchewan River, in der Nähe des heutigen Fort Saskatchewan, die Niederlassung Edmonton House. Benannt war sie nach dem Ort Edmonton östlich von London, der Heimat des HBC-Vizegouverneurs Sir James Winter Lake. Die HBC-Niederlassung stand in Konkurrenz zum benachbarten Fort Augustus der NWC. In den ersten drei Jahrzehnten des 19. Jahrhunderts verlegte die HBC mehrmals ihre Niederlassung, die auf diese Weise immer näher an den Standort der heutigen Stadt Edmonton zu liegen kam. Die NWC zog jeweils nach, um die Konkurrenz beobachten zu können.
1801 erfolgte die erste Verlegung in das Gebiet Rossdale, das heute ein Teil des Stadtzentrums von Edmonton ist. Marie-Anne Gaboury, die Großmutter von Louis Riel, war 1807 die erste Frau europäischer Herkunft, die sich hier niederließ. Von 1810 bis 1812 lagen beide Forts mehr als 100 Kilometer nordöstlich in Smoky Lake. Doch dieser Standort bewährte sich aus wirtschaftlicher Sicht nicht, so dass die Forts wieder unmittelbar angrenzend in Rossdale am Nordufer des Flusses aufgebaut wurden. Beide Gesellschaften bekämpften sich von 1815 bis 1820 im so genannten Pemmikan-Krieg, bis sie schließlich unter staatlichem Zwang vereinigt wurden. Der Name Fort Augustus verschwand zugunsten von Fort Edmonton. Nach einer Überschwemmung musste das Fort 1830 ein letztes Mal verlegt werden. Es wurde in der Nachbarschaft auf einem etwas erhöht liegenden Grundstück neu errichtet.
George Simpson, der für diese Region verantwortliche HBC-Gouverneur, wollte den regionalen Hauptsitz nach Fort Assiniboine verlegen. Doch der mit den lokalen Handelsrouten vertraute Chefagent John Rowand konnte ihn davon überzeugen, dass Fort Edmonton besser geeignet sei. Während der nächsten rund 50 Jahre war Fort Edmonton der wichtigste HBC-Standort westlich von Fort Garry (das heutige Winnipeg). Mit der Zeit zogen immer mehr Händler, Handwerker und Arbeiter hierhin. Rund um das Fort entstand eine kleine Siedlung, ab 1838 ließen sich auch katholische und baptistische Missionare nieder. Bekanntester Einwohner war der Maler Paul Kane, der 1846/47 während einigen Monaten in Fort Edmonton lebte und die Lebensweise der Indianer studierte. John Palliser bereiste 1857 die Gegend. Sein Expeditionsbericht, der die guten Möglichkeiten für Landwirtschaft betonte, sollte vier Jahrzehnte später zu einem erneuten Einwanderungsschub führen.
Für die Indianer waren die immer wieder aufflackernden Epidemien wie Pocken und Grippe katastrophal. Sie ließen auf Jahre den Pelzhandel zusammenbrechen, da die überlebenden Indianer den Kontakt mieden. Die kanadische Regierung, die 1869 das Land der HBC übernommen hatte, handelte ab 1871 die Numbered Treaties aus, mit denen die Indianer in Reservate abgedrängt wurden. Zugleich wurde ihnen durch massenhaftes Töten der Büffelherden die Lebensgrundlage entzogen. 1862 entstand am Lac La Biche das Hospice St. Joseph, die erste Residential School in Alberta. Diese Schulen dienten der Assimilation der Indianerkinder, ähnlich wie das Erzwingen bäuerlicher Tätigkeit bei den Erwachsenen. Das Indianergesetz von 1876 schuf den Rechtsrahmen für diese Vorgehensweise. Für den Raum Edmonton waren von den Numbered Treaties vor allem Nr. 6 (Fort Carlton 1876) und Nr. 8 (Kleiner Sklavensee, 1899) von Bedeutung.

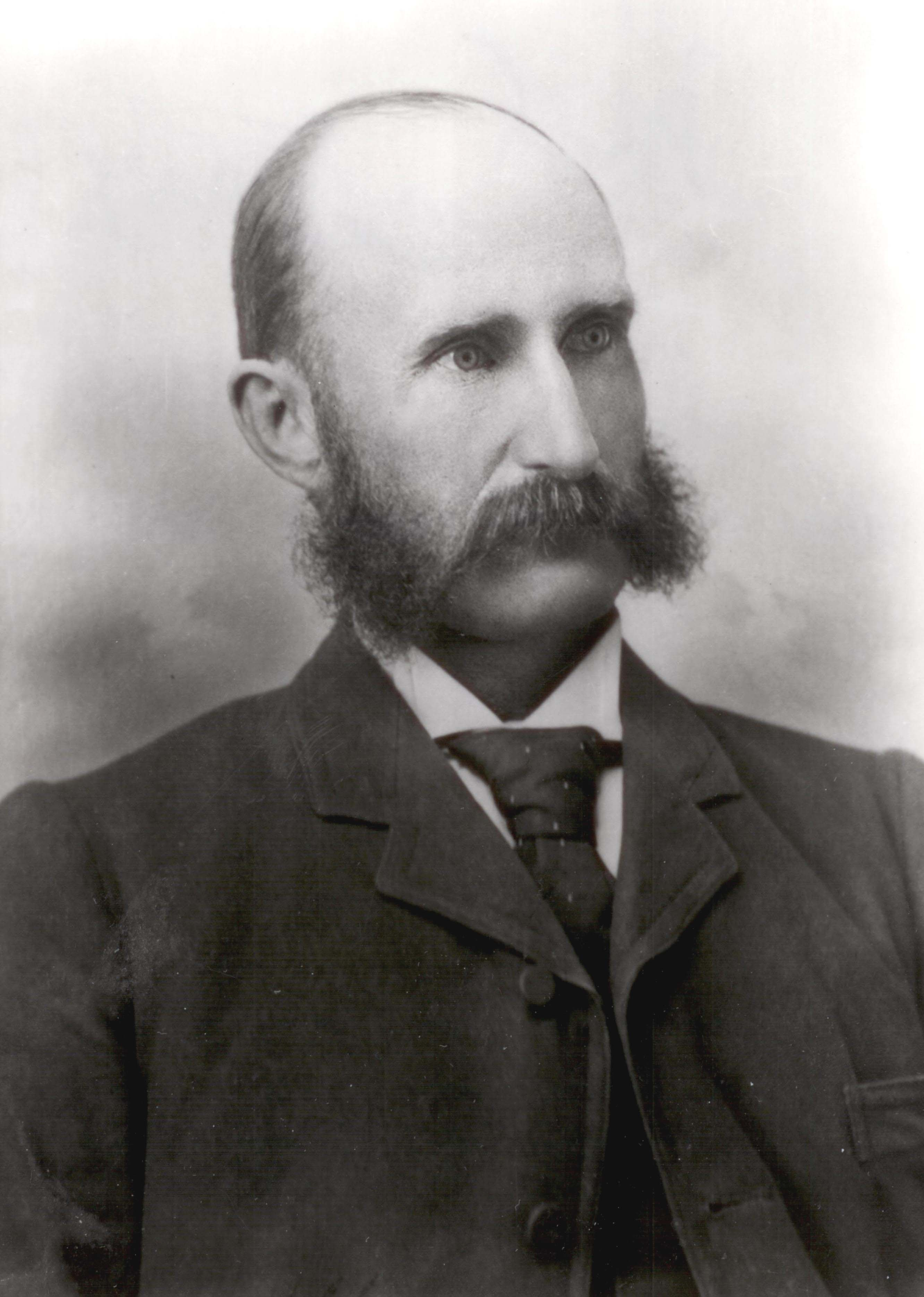
Matthew McCauley, erster Bürgermeister von Edmonton, 1892–95

Bei der ersten Volkszählung im Jahr 1881 wurden 263 Einwohner gezählt. Da die transkontinentale Eisenbahnstrecke der Canadian Pacific Railway (CPR) weiter südlich über Calgary errichtet wurde, blieb der von Händlern und Spekulanten erhoffte Aufschwung vorerst aus und die von der HBC parzellierten Grundstücke um das Fort Edmonton blieben ungenutzt. 1891 eröffnete die Calgary and Edmonton Railway (später eine Tochtergesellschaft der CPR) von Calgary aus eine Stichstrecke. Die Linie endete aber zunächst in Strathcona am Südufer des Flusses, da der Bau einer Brücke über den North Saskatchewan River zu teuer erschien. In der Folge wuchs die Siedlung, die über eine Fähre mit dem Bahnhof in Strathcona verbunden war, rasch an. 1892 erhielt Edmonton den Status einer eigenständigen Gemeinde und Matthew McCauley wurde zum ersten Bürgermeister gewählt.
Mit der Eisenbahn war die Grundlage für eine verstärkte Einwanderung gelegt, denn die Produkte der Siedler konnten nun auch im übrigen Kanada vermarktet werden. Vor allem die 1876 begonnene Rinderzucht, die denselben Boden nutzte, den die Büffelherden abgegrast hatten, bildete die Grundlage der Besiedlung. Das Land wurde in Siedlerstellen von einer Quadratmeile aufgeteilt und allein zwischen 1901 und 1905, auf dem Höhepunkt der Einwanderung, wurden 40.000 Verträge geschlossen. 1911 stellten die ursprünglichen Bewohner, die Indianer, Métis und Inuit, keine fünf Prozent der Bevölkerung mehr.

### Hauptstadt von Alberta

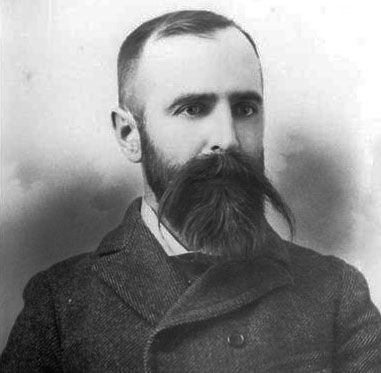
Herbert Charles Wilson, 1895–1896 Bürgermeister von Edmonton, 1895

1902 erreichte die Eisenbahn schließlich auch das nördliche Ufer, nachdem die Edmonton, Yukon and Pacific Railway die noch fehlende Brücke gebaut hatte. Edmonton zählte 1904 bereits 8350 Einwohner und erhielt in diesem Jahr die Stadtrechte. Am 1. September 1905 entstand aus Teilen der Nordwest-Territorien die neue Provinz Alberta, mit Edmonton als Hauptstadt. Den Ausschlag für Edmonton und gegen Calgary gab der große Einfluss des ersten Provinzpremierministers Alexander Cameron Rutherford und von Frank Oliver, dem Begründer der Zeitung Edmonton Bulletin.

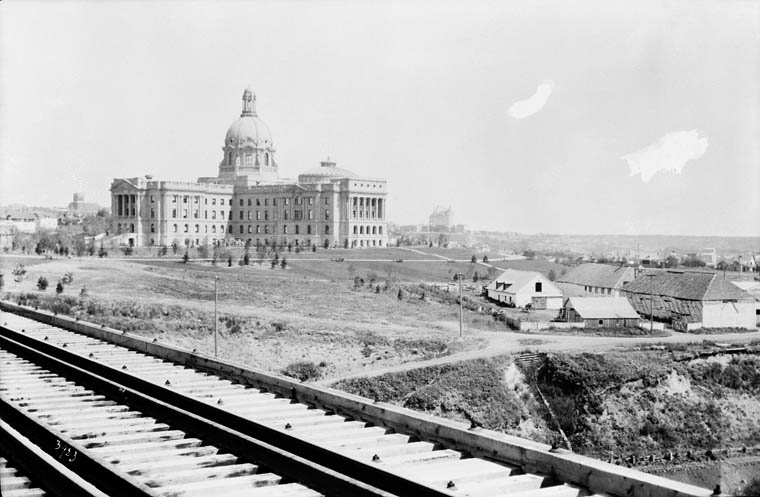
Parlamentsgebäude (links) und das leer stehende Fort Edmonton (rechts) im Jahr 1914

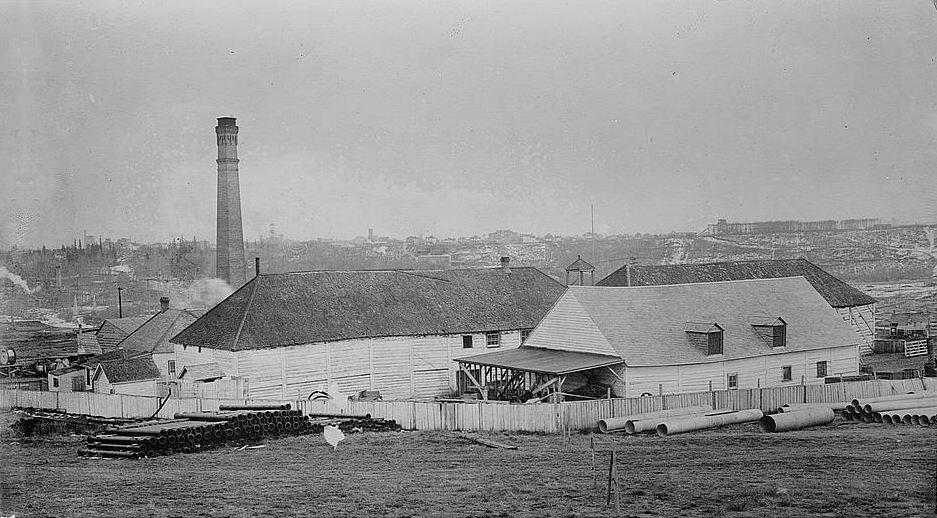
Fort Edmonton, 1910

Als die Calgary & Edmonton Railway 1891 das Südufer des North Saskatchewan River erreichte, entstand eine Planstadt, die South Edmonton heißen sollte. Die schnell wachsende Stadt wurde jedoch 1899 als Town of Strathcona mit mehr als tausend Einwohnern an Edmonton angeschlossen. Dennoch wuchs die Stadt weiter, vor allem nach Einsetzen des Klondike-Goldrauschs. 1907 hatte sie 3.500 Einwohner. Als jedoch in Edmonton die Canadian Northern Railway und die Grand Trunk Pacific Railway 1905 und 1908 ihre Bahnhöfe und Strecken errichteten, überflügelte Edmonton den Nachbarn schnell. 1908 entschloss sich Edmonton in Strathcona eine Universität einzurichten. So entstand in Strathcona, das 1899 eine eigenständige Gemeinde und 1906 eine Stadt geworden war, ab 1908 die University of Alberta. 1912 fusionierte Strathcona mit Edmonton.

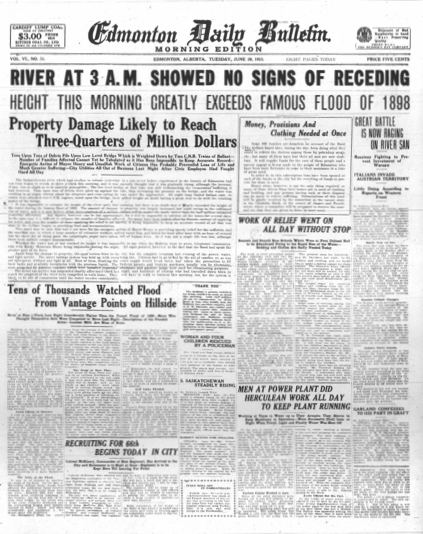
Titelblatt des Edmonton Daily Bulletin vom 29. Juni 1915

Kurz vor dem Ersten Weltkrieg kam der Immobilienboom zu einem abrupten Ende. Die Einwohnerzahl sank innerhalb zweier Jahre von 72.500 auf 54.000. Gründe dafür waren die Rekrutierung von Soldaten für den Krieg in Europa und eine verheerende Überschwemmung im Jahr 1915, die zahlreiche Industriebetriebe am Flussufer zerstörte (diese wurden in der Folge nicht wieder aufgebaut). Die HBC hatte ihre Niederlassung 1891 geschlossen, das seither ungenutzte Fort wurde 1915 abgerissen.
Nach Kriegsende setzte wieder ein langsames Bevölkerungswachstum ein. Aufgrund finanzieller Probleme entstand während Jahren kein einziges öffentliches Gebäude von Bedeutung, auch das Volumen des Wohnungsbaus war sehr gering. 1929 nahm der Flughafen Blatchford Field (heute der Edmonton City Centre Airport) seinen Betrieb auf. Die von hier aus startenden Versorgungsflüge in die subarktischen und arktischen Regionen stärkten Edmontons Rolle als „Tor zum Norden“. Der rasch wachsende Luftfrachtsektor und das Fehlen größerer Industriebetriebe führten dazu, dass Edmonton in weitaus geringerem Maße von den Folgen der Weltwirtschaftskrise betroffen war als die umliegenden ländlichen Regionen. Diese wurde durch extrem trockene Jahre (vgl. Dust Bowl) und Plagen von Kurzfühlerschrecken stark in Mitleidenschaft gezogen. Es setzte eine Landflucht in die wenigen Städte wie Edmonton ein, was wiederum die dortigen Löhne fallen ließ.
Im Gegensatz zum Ersten Weltkrieg stieg die Einwohnerzahl Edmontons während des Zweiten Weltkriegs markant an, da die Armee und insbesondere die Luftwaffe große Stützpunkte errichteten und auf diese Weise viele Arbeitsplätze schufen. Außerdem war Edmonton der Ausgangspunkt für den Bau des Alaska Highways und einer Pipeline zu den Ölfeldern von Norman Wells am Mackenzie River. In den Kriegsjahren waren hier zahlreiche US-amerikanische Soldaten stationiert, die zeitweise zehn Prozent der Bevölkerung ausmachten.

### Erdölbooms und Erdölkrisen
Am 13. April 1947 wurden beim Städtchen Leduc, rund 30 Kilometer südlich von Edmonton, die ersten bedeutenden Erdölfunde Albertas gemacht. Zwar waren bereits 1914 im Süden der Provinz erstmals Ölvorkommen entdeckt worden, doch war die Fördermenge dort relativ gering. Weitere Funde folgten Ende der 1940er und zu Beginn der 1950er Jahre 50 km nördlich von Edmonton in Redwater. Die Provinzregierung von Premierminister Ernest Manning verfügte aufgrund der Lizenzgebühren für die Förderung von Bodenschätzen nun über ein Vielfaches an Steuereinnahmen und investierte diese in Infrastrukturvorhaben.

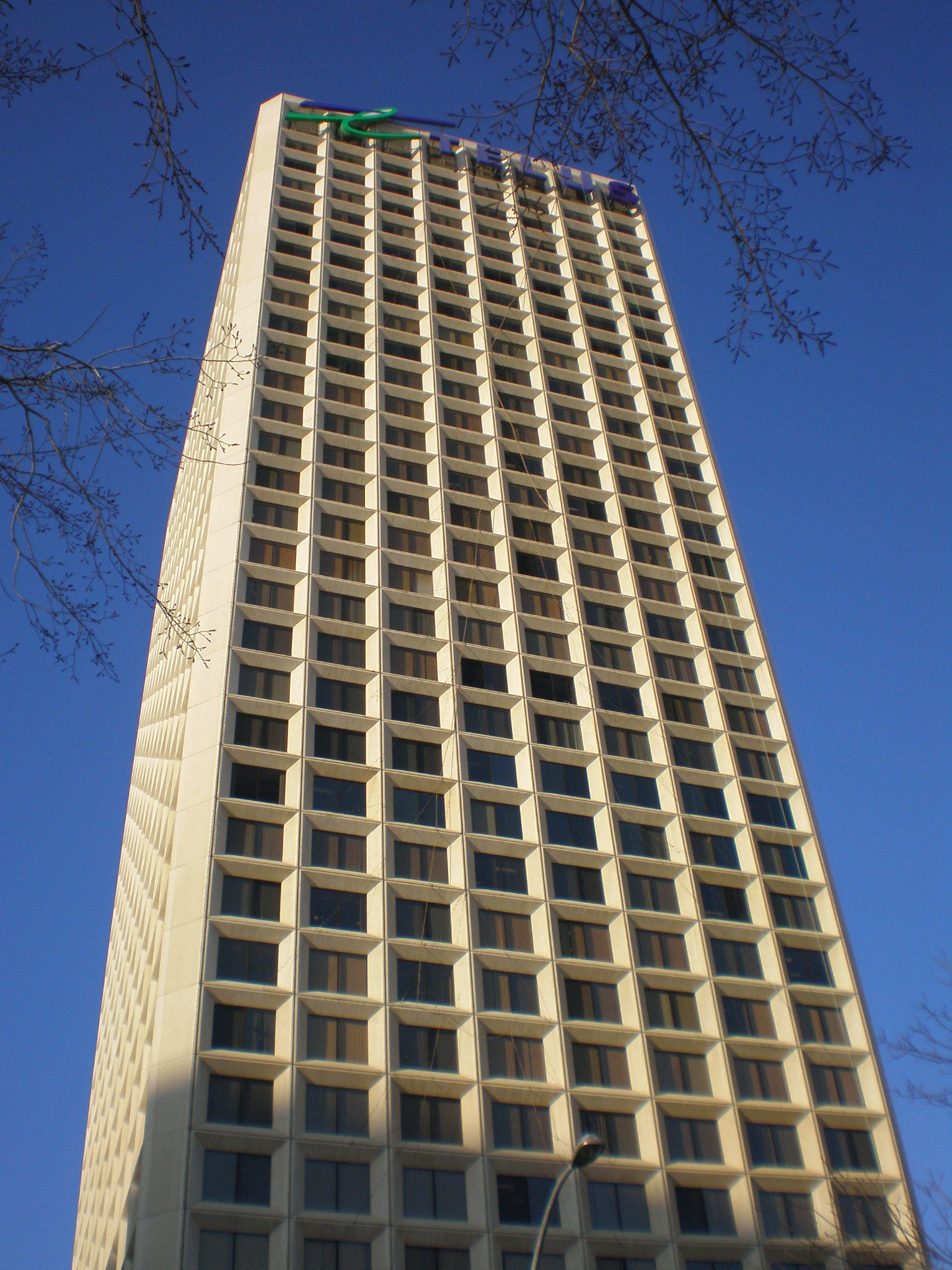
Das Telus Plaza war von 1971 bis 1983 das höchste Gebäude der Stadt

Mitte der 1950er Jahre setzte mit dem Bau von Pipelines und petrochemischen Betrieben eine wirtschaftliche Boomphase ein, die eine rasche Zunahme der Einwohnerzahl nach sich zog. Bereits 1954 beschäftigte die Industrie Albertas mehr Menschen als die gesamte Landwirtschaft und brachte auch mehr Umsatz und Gewinn. Edmonton wandelte sich innerhalb weniger Jahre von einer ruhigen Verwaltungs- und Universitätsstadt zu einer Metropole. Da es keine zentrale Planungsbehörde gab, führte der ungebremste und kaum kontrollierte Häuserbau rasch zur Zersiedelung der Umgebung. Ab 1963 entlastete der Edmonton International Airport den bestehenden Flughafen. Ende der 1960er Jahre begann sich das Wachstum abzuschwächen, da die maximale Förderkapazität auf den Ölfeldern erreicht war.
Die Ölkrisen von 1973 und 1979/80 ließen den Preis des Erdöls um ein Vielfaches ansteigen. Dadurch wurde die kostspielige Ausbeutung der Athabasca-Ölsande im Nordosten der Provinz profitabel und Edmonton erlebte eine zweite Boomphase. Es entstanden zahlreiche neue Infrastrukturbauten wie die Stadtbahn Edmonton Light Rail Transit oder das Commonwealth Stadium, in dem die Commonwealth Games 1978 stattfanden, das erste bedeutende internationale Sportereignis der Provinz. Im Stadtzentrum wurden mehrere Wolkenkratzer mit Höhen von über 100 Meter errichtet.
Der Boom kam 1981 zu einem jähen Ende, als die Erdölpreise rasch sanken und die Immobilienblase platzte. Nicht nur der Erdölsektor war von der nachfolgenden schweren Rezession betroffen; auch die Landwirtschaft in der umliegenden Region geriet wegen sinkender Weizenpreise in eine schwere Krise. Darüber hinaus stieg die Arbeitslosenquote um ein Mehrfaches an und mehrere Banken gingen in Konkurs. 1981 wurde die West Edmonton Mall eröffnet, ein Projekt der Boomphase und damals das größte Einkaufszentrum der Welt. Auch die frühen 1990er Jahre waren von einer Rezession geprägt, die Bevölkerungszahl stagnierte. Mit steigenden Erdölpreisen begann sich die Wirtschaft ab 1996 wieder zu erholen und am Ende des 20. Jahrhunderts begann eine neue Boomphase, die bis heute anhält. Dazu trug eine verstärkte Diversifizierung der Wirtschaftszweige bei. Insbesondere der Hochtechnologiebereich legte zu, wodurch die Stadt weniger abhängig vom Erdölmarkt wurde. Äußeres Zeichen des anhaltenden Wirtschaftsaufschwungs sind die Planung und Errichtung mehrerer neuer Wolkenkratzer.

## Bevölkerung

### Demografie
Gemäß der Volkszählung vom 10. Mai 2011 lebten 812.201 Menschen in Edmonton, die Bevölkerungszahl der gesamten Agglomeration (census metropolitan area) betrug 1.159.869. Am 1. April 2012 ergab eine von den Stadtbehörden durchgeführte Zählung 817.498 Einwohner. In den fünf Jahren zwischen 2006 und 2011 nahm die Einwohnerzahl Edmontons um 11,2 % zu, jene der Agglomeration um 12,1 % und jene der gesamten Provinz um 10,8 %. Die Bevölkerungsdichte der Stadt betrug 1186,8 Einwohner/km², verglichen mit 5,7 Einwohner/km² für ganz Alberta.
Mitte 2006 waren 11,9 % der Bevölkerung Edmontons im Rentenalter (65 Jahre oder älter), 1,6 % unter dem Landesdurchschnitt. Das Durchschnittsalter betrug 35,3 Jahre (Kanada 37,6 Jahre). Menschen europäischer Abstammung bildeten mit Abstand die größte Bevölkerungsgruppe, wobei Engländer, Schotten, Deutsche, Iren, Ukrainer und Franzosen überwiegen. 5,3 % der Bevölkerung werden den Ureinwohnern zugerechnet (First Nations, Métis, Inuit), die übrigen 22,9 % so genannten „sichtbaren Minderheiten“ (visible minority groups, siehe Tabelle rechts).

### Bevölkerungsentwicklung
Die folgende Übersicht zeigt die Entwicklung der Einwohnerzahlen gemäß den Ergebnissen der Volkszählungen.
| Jahr | Einwohner |
| ---- | --------- |
| 1881 | 263       |
| 1892 | 700       |
| 1901 | 2.626     |
| 1904 | 8.350     |
| 1911 | 24.900    |
| 1914 | 72.516    |
| 1921 | 58.821    |
| 1926 | 65.163    |
| 1931 | 79.059    |

| Jahr | Einwohner |
| ---- | --------- |
| 1936 | 85.470    |
| 1941 | 93.924    |
| 1946 | 114.976   |
| 1951 | 158.012   |
| 1956 | 223.549   |
| 1961 | 276.018   |
| 1966 | 381.230   |
| 1971 | 436.264   |
| 1976 | 461.559   |

| Jahr | Einwohner |
| ---- | --------- |
| 1981 | 521.205   |
| 1986 | 571.506   |
| 1991 | 614.665   |
| 1996 | 616.306   |
| 2001 | 666.104   |
| 2006 | 730.372   |
| 2011 | 812.201   |
| 2012 | 817.498   |
| 2016 | 932.546   |

### Religion
Die religiöse Orientierung der Bewohner Edmontons ist äußerst vielfältig. Der größte Teil der Einwohner, 55,9 %, gehört dem Christentum an. 5,5 % sind Muslime, 2,5 % Sikhs, 2,1 % Buddhisten und 1,9 % Hindus, zum Judentum bekennen sich 0,4 %, zu sonstigen Religionen 0,7 %. Keiner Religion gehören 31,1 % der Bevölkerung an.
Unter den 444.560 Christen gehört die größte Gruppe mit 206.030 Bewohnern, knapp die Hälfte (46,3 %), der römisch-katholischen Kirche an. 39.405 Personen gehören der United Church of Canada an, 23.935 sind Mitglieder der Anglikanischen Kirche von Kanada, 20.720 der Evangelical Lutheran Church in Canada, 19.220 sind Orthodoxe, 15.150 Baptisten und rund 120.000 Personen gehören anderen christlichen Bekenntnissen an.
Viele dieser christlichen Bekenntnisse haben Bischofssitze in Edmonton. Die Katholiken gehören zum Erzbistum Edmonton, ihre Kathedrale ist die Kathedralbasilika St. Josef. Ebenfalls einen Erzbischofssitz hat die Ukrainisch-orthodoxe Eparchie von West-Kanada, deren Hauptkirche die Johanneskathedrale ist. Zur Ukrainischen griechisch-katholischen Kirche gehört der Bischofssitz der Eparchie Edmonton mit der Kathedrale St. Josaphat. Weitere Bischofssitze sind die Diözese Edmonton der Anglikanischen Kirche mit der All Saints' Cathedral und Bischofssitze der Lutherischen sowie der Russisch-orthodoxen Kirche.

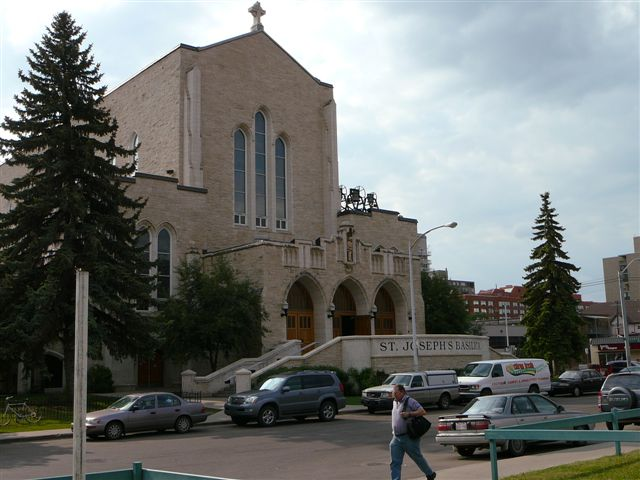
Basilikakathedrale St. Josef
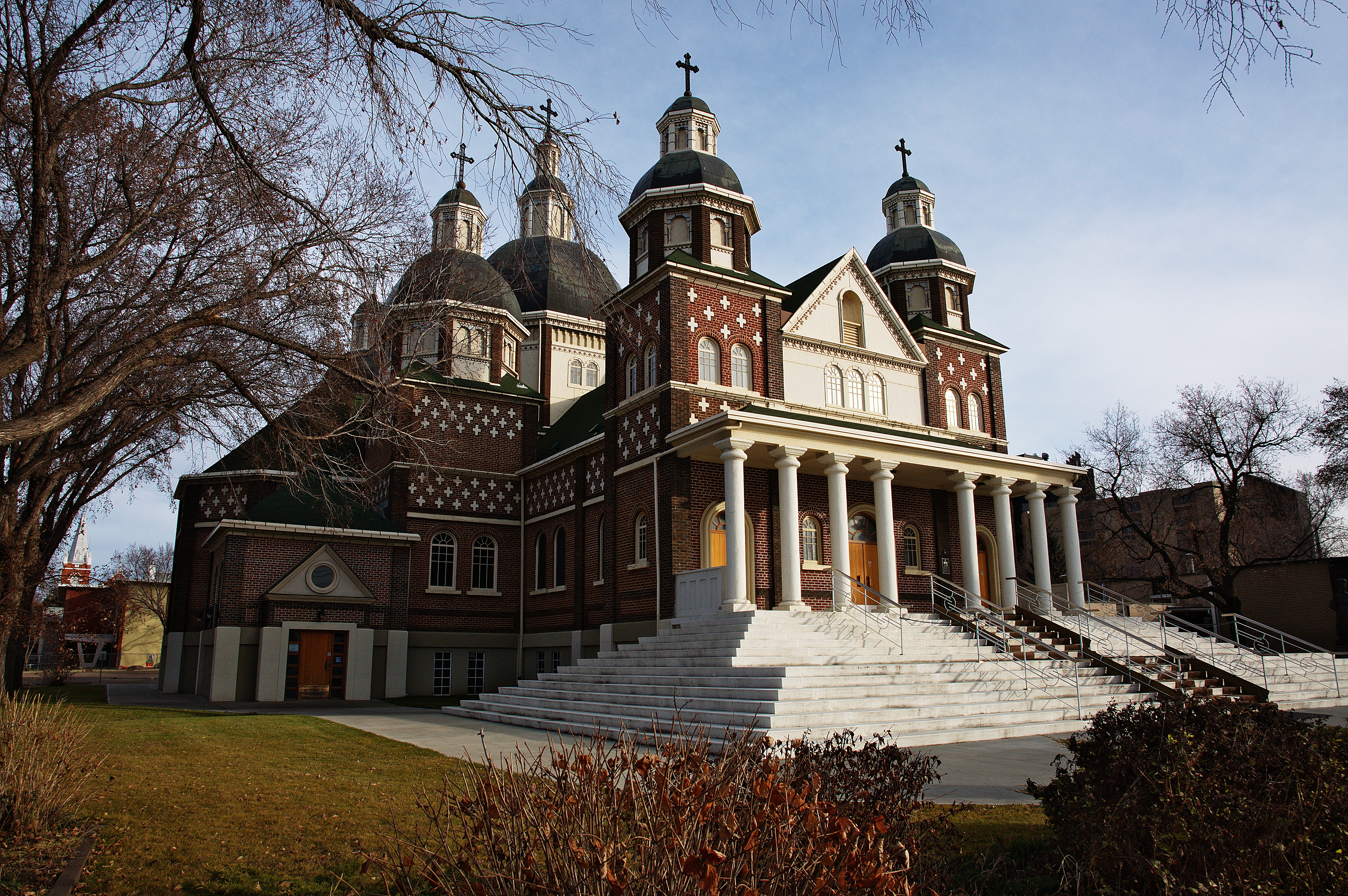
Ukrainisch-katholische Kathedrale St. Josaphat, sieben Kuppeln
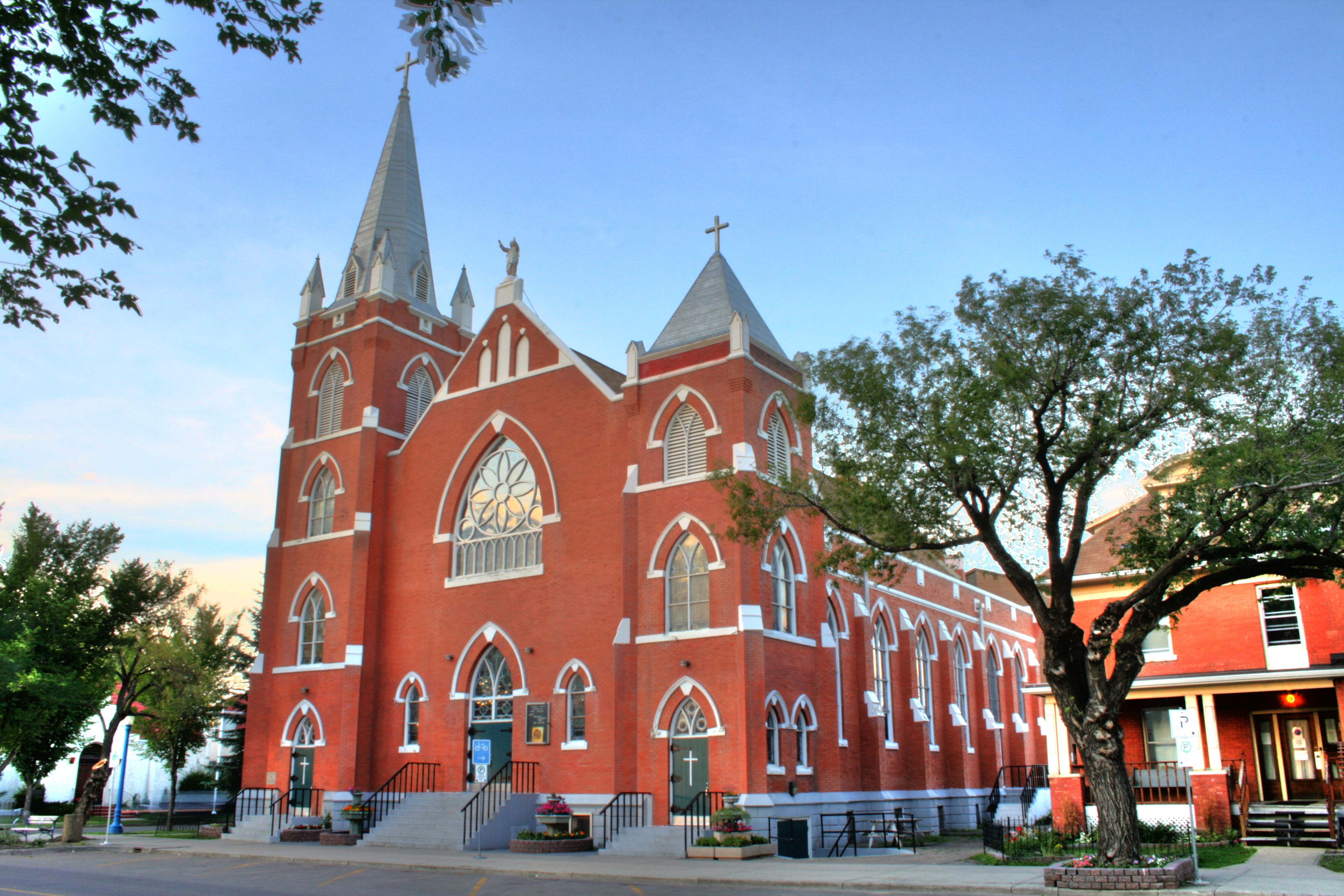
Katholische Herz-Jesu-Kirche
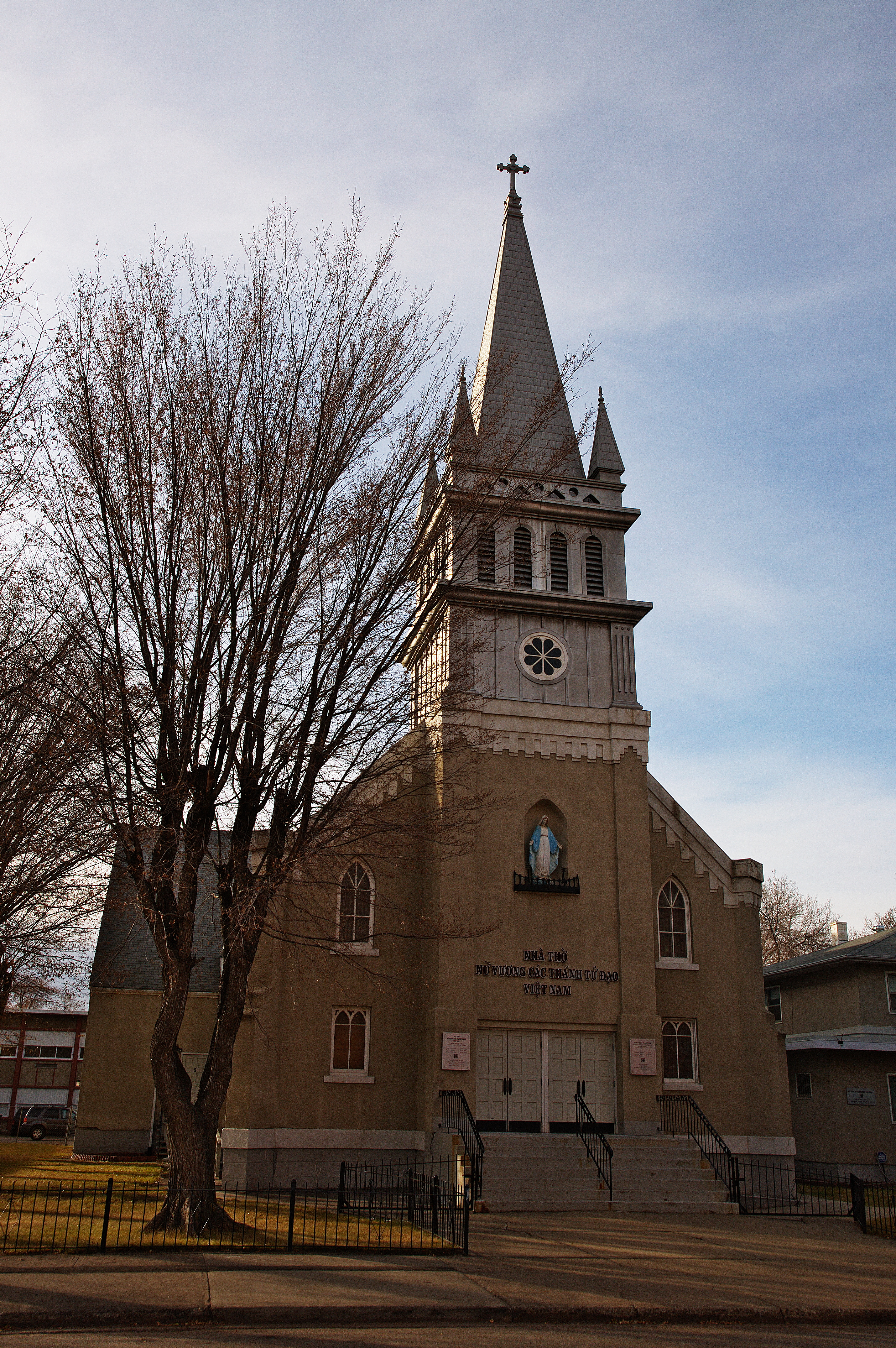
Katholische Mary Queen of Martyrs Church von 1903

In Edmonton steht auch die älteste Moschee in Kanada, die Al-Rashid Moschee aus dem Jahr 1938. Die verhältnismäßig kleine jüdische Gemeinde verfügt über mehrere Synagogen.

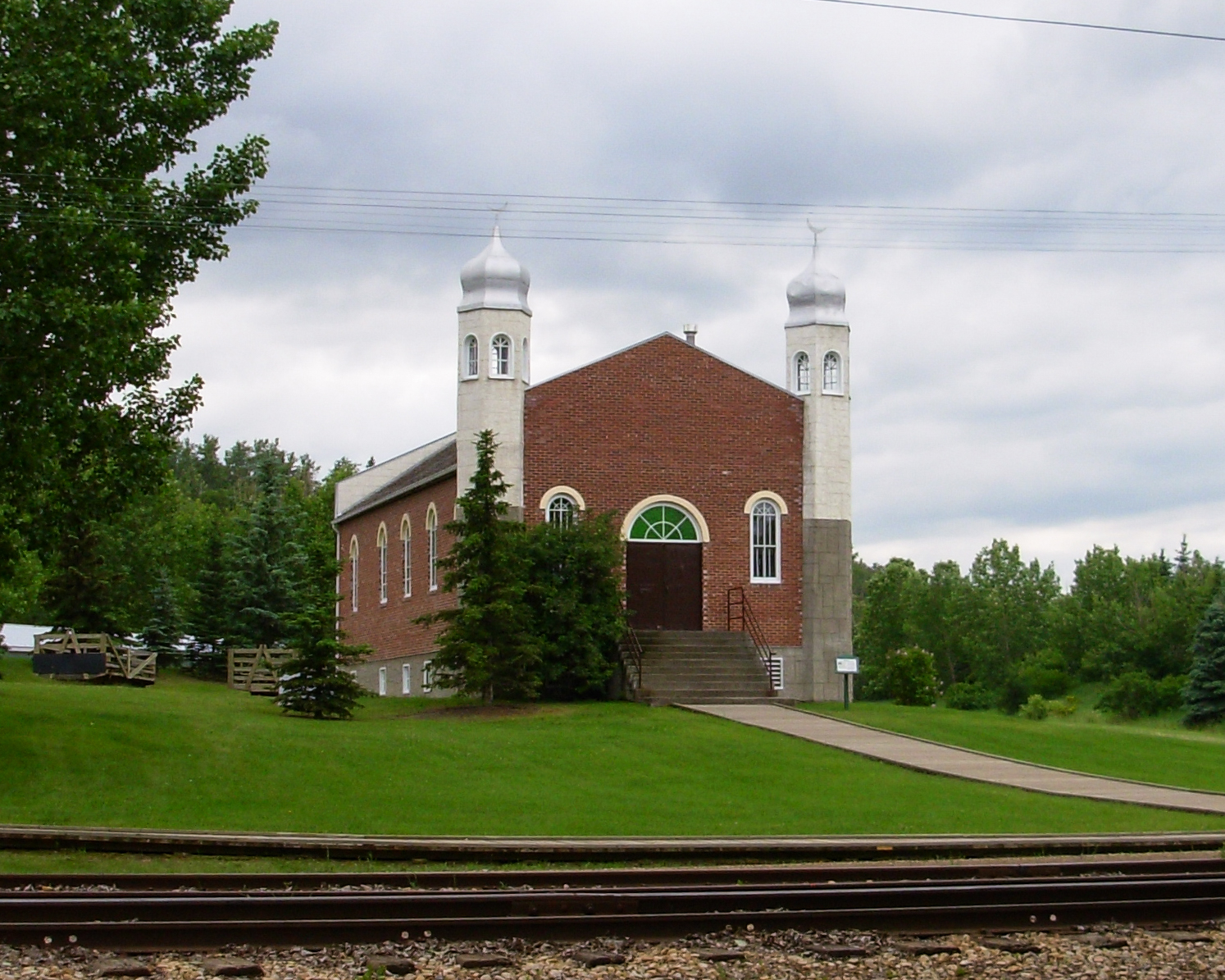
Al-Raschid Moschee Edmonton
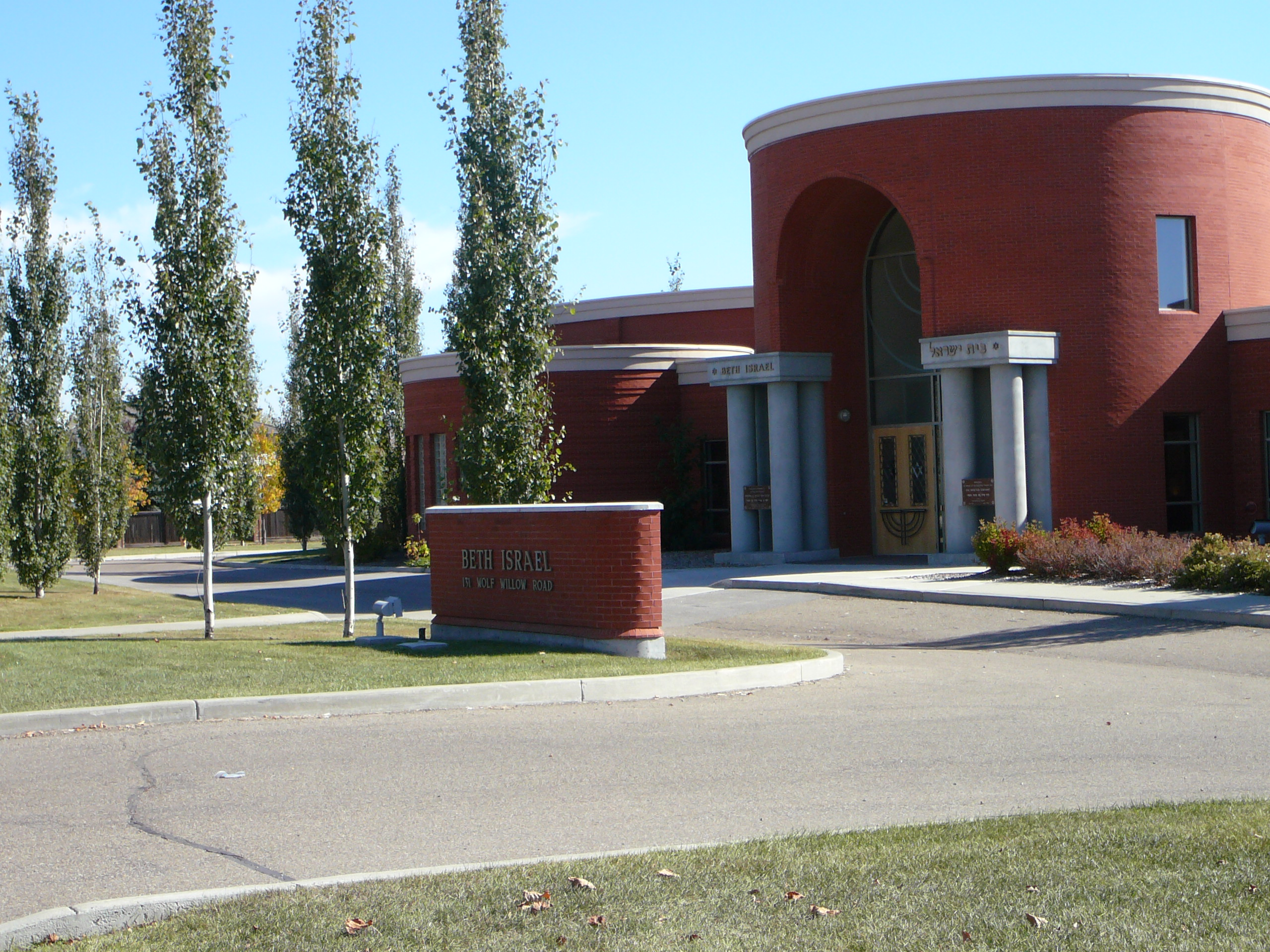
Beth Israel Synagoge Edmonton
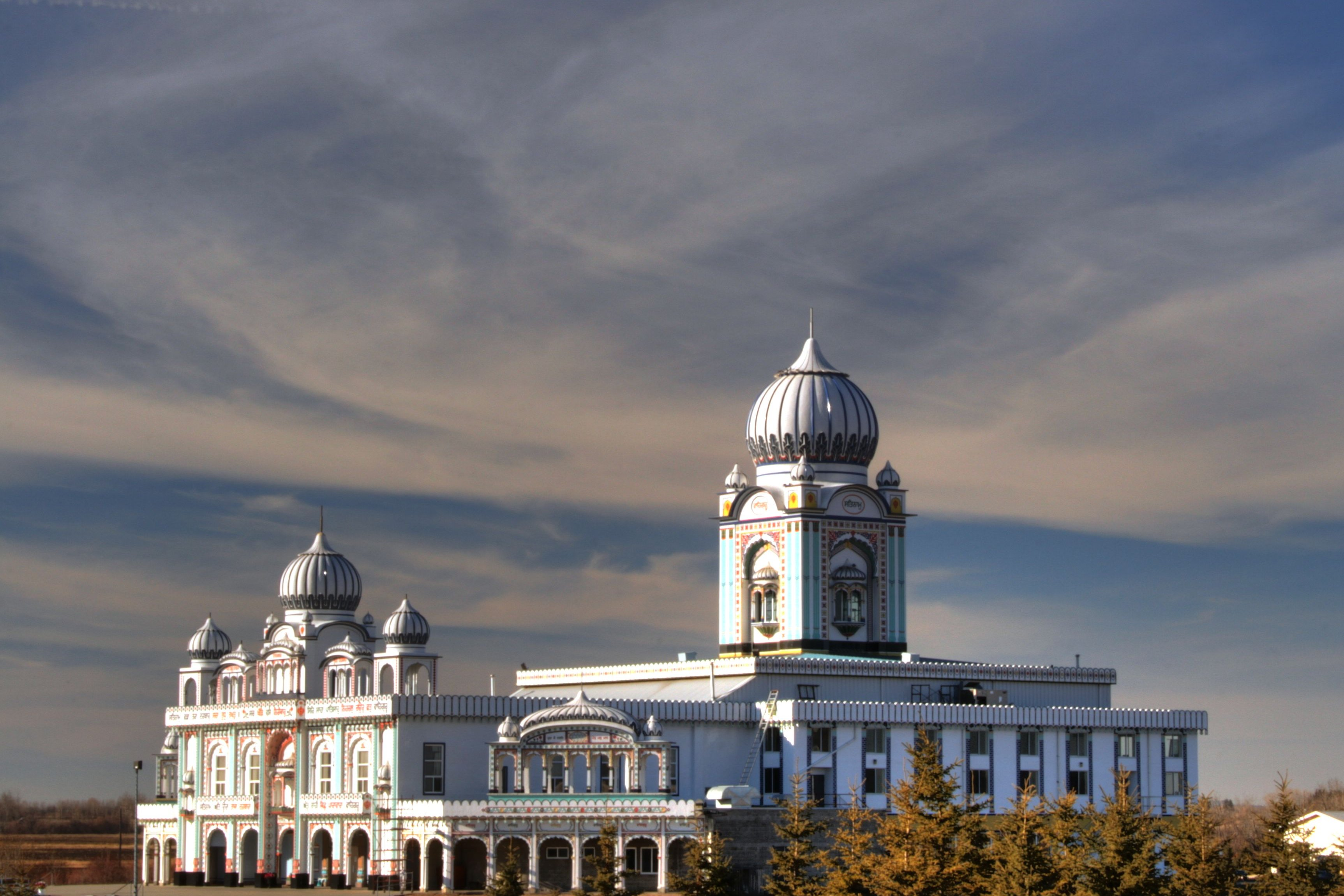
Sikhtempel Nanaksar Gurdwara Gursikh

## Kultur und Sehenswürdigkeiten

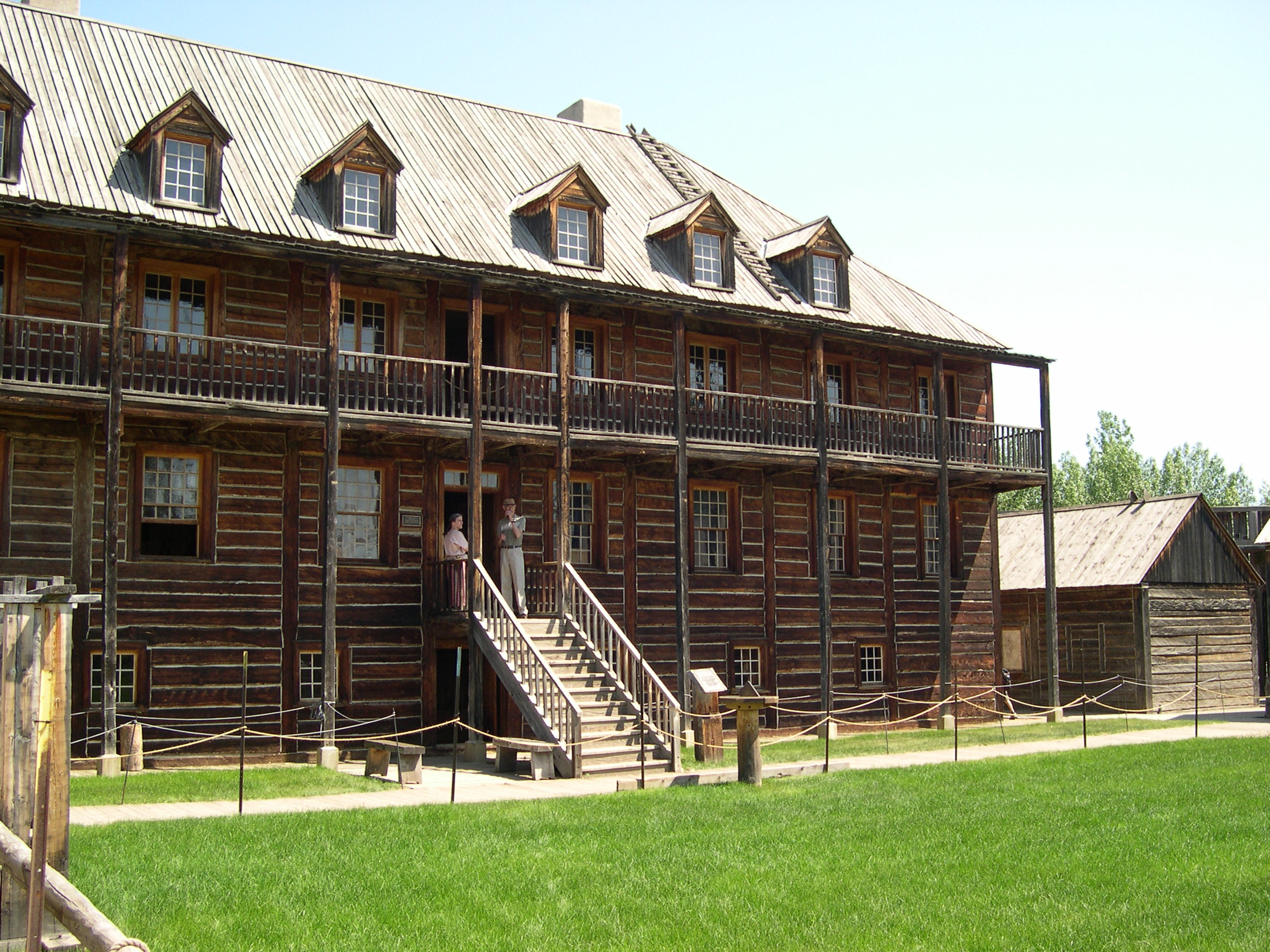
Fort Edmonton

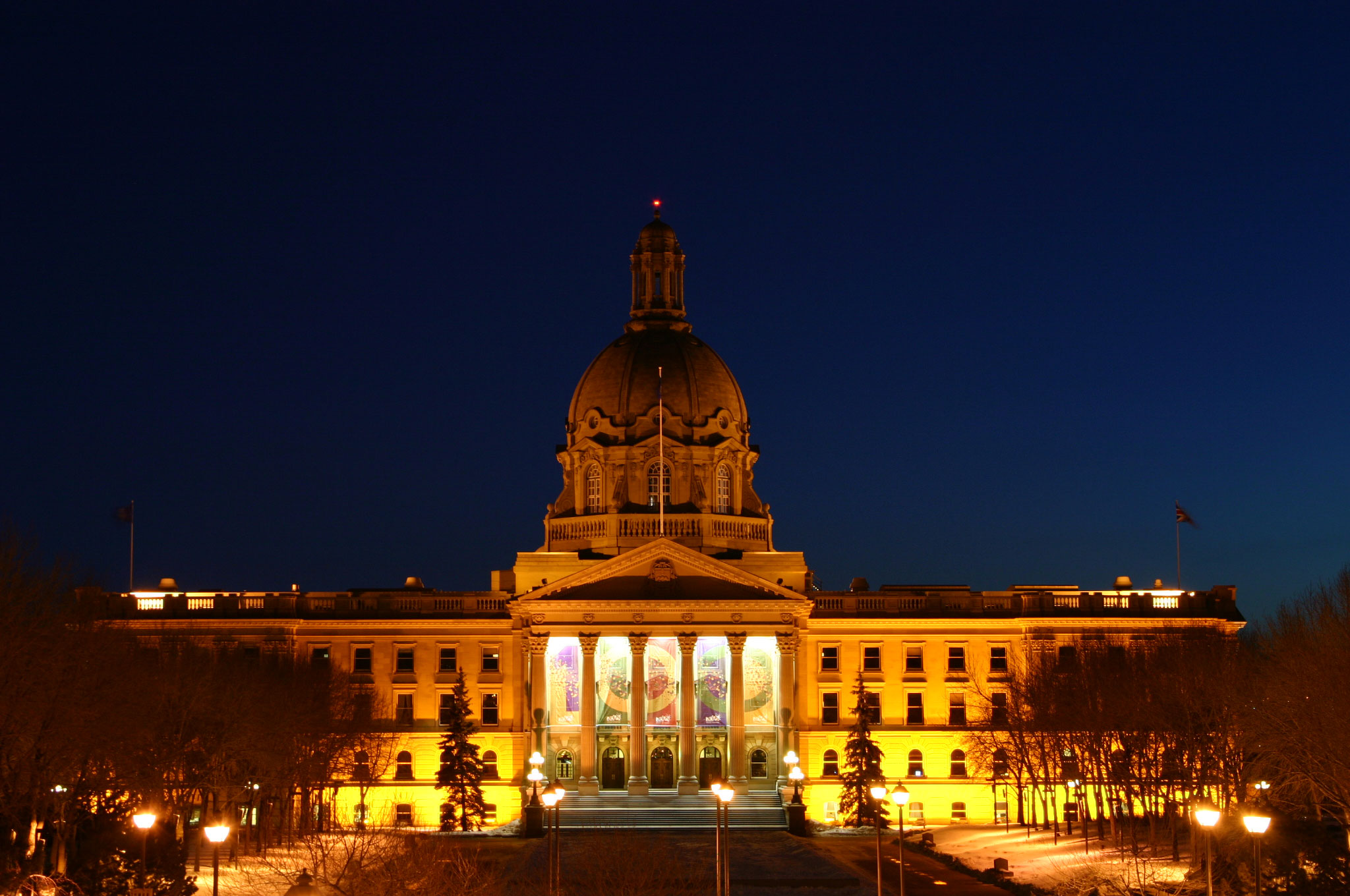
Parlamentsgebäude

Im Südwesten der Stadt befindet sich der Fort Edmonton Park, ein Nachbau eines Forts der Hudson’s Bay Company und der Hauptstraße von Edmonton von circa 1885. Im Westen befindet sich die West Edmonton Mall, eines der größten Einkaufszentren der Welt. Die Jasper Avenue ist die Hauptstraße in der Stadtmitte (Downtown) von Edmonton. Ein kleineres Zentrum bildet die Whyte Avenue im Stadtteil Strathcona mit historischen Gebäuden, kleinen Geschäften und überwiegend von Studenten besuchten Kneipen und Restaurants. In der Umgebung von Edmonton befindet sich das Alberta Railway Museum.

### Architektur

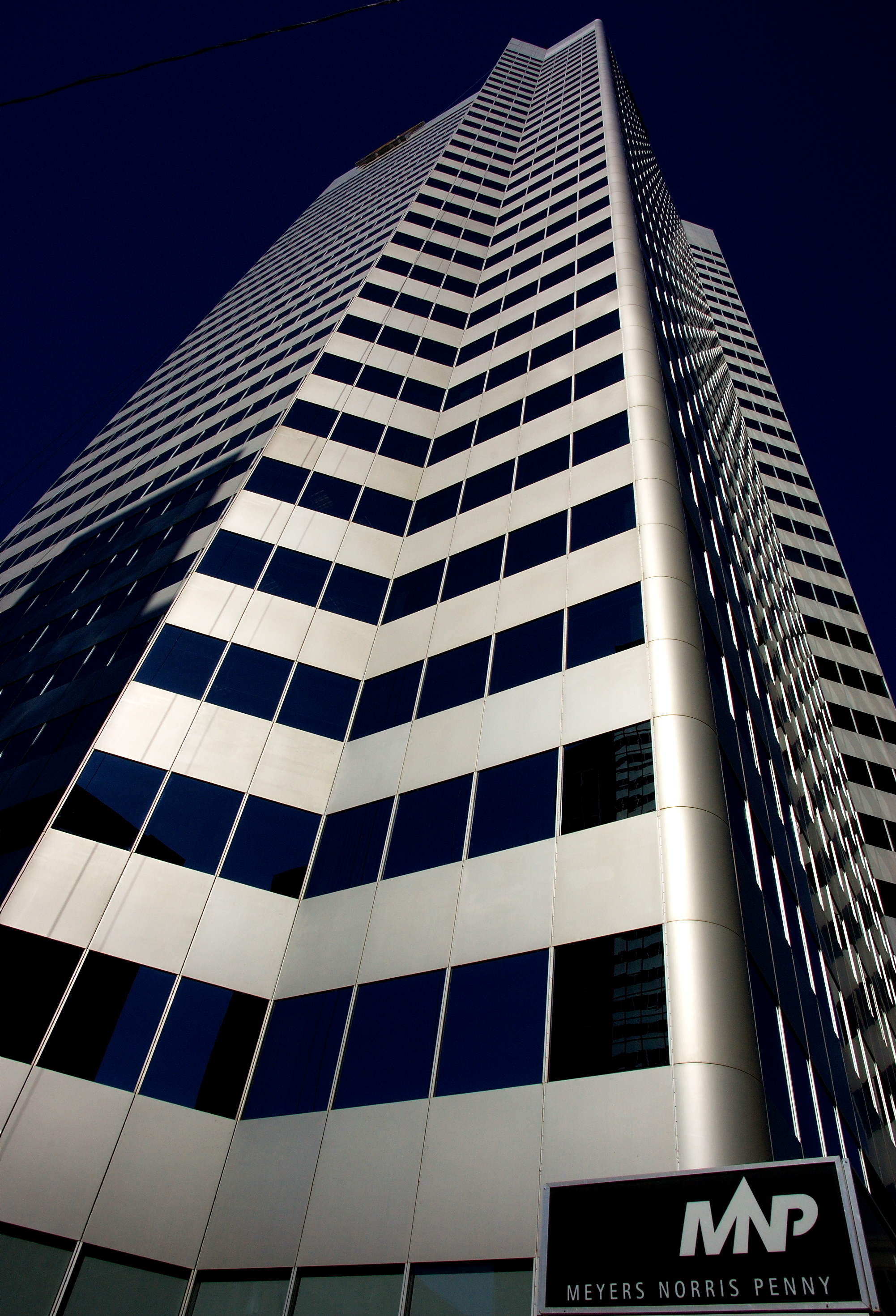
Bell Tower

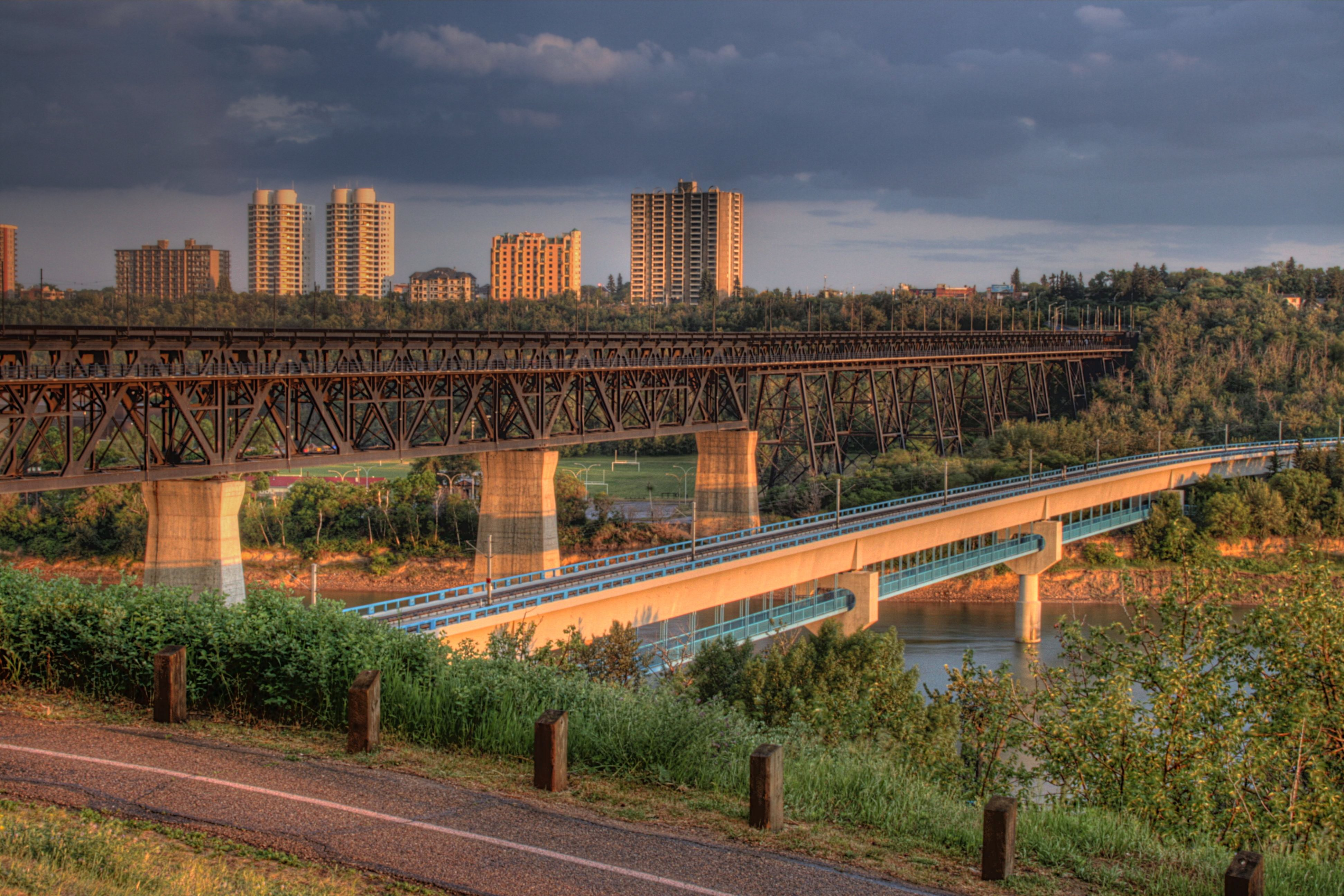
Brücken über den North Saskatchewan River

Zahlreiche Hochhäuser prägen das Bild der Stadt, wie etwa der Bell Tower. Höchstes Gebäude der Stadt ist der 149 Meter hohe Epcor Tower, der 2011 fertiggestellt wurde. Entlang des North Saskatchewan River befinden sich viele Hotels und Konferenzzentren, aber auch ausgedehnte Parks und parkartige Anlagen.
Oftmals zwischen den Straßen und Hochhäusern versteckt finden sich zahlreiche Kirchengebäude. Vor allem Old Strathcona, gilt als historisches Quartier, in dem sich geschlossene Ensembles des 19. und der ersten Hälfte des 20. Jahrhunderts finden. Die älteren unter den Kirchen entstanden in neugotischem Stil oder nahmen französische Kirchenbauformen auf. Letztere sind meist katholische Kirchen. Aber auch andere christliche Gruppen, wie die ukrainisch-orthodoxe und die ukrainisch-katholische Kirche sind im Stadtbild erkennbar.
Die ethnischen Minderheiten sind vielfach im Stadtbild wiederzufinden. So errichteten die Sikhs mit dem Nanaksar Gurdwara einen eindrucksvollen Tempel an der 1410 Horsehills Road NW.

### Museen und Galerien
Edmonton bietet mehr als 60 Museen, Galerien und Dauerausstellungen. Das älteste Museum ist die 1861 errichtete Kapelle von Pater Albert Lacombe, einem katholischen Missionar, der sich vor allem bei den Métis, die Französisch sprechen, aber auch bei Blackfoot und Cree betätigte, in der St. Vital Avenue im Nordwesten der Stadt. Mit wenig jüngeren Artefakten warten zwei Fort-Museen auf, der mit Rekonstruktionen bestückte Fort Edmonton Park und das Fort Saskatchewan Museum, dazu kommt ein Militärmuseum, das Loyal Edmonton Regiment Military Museum sowie Museen zur sogenannten Pioniergeschichte, wie das der Stony Plain & Parkland Pioneer Museum Society (westlich von Edmonton) und das Strathcona Heritage Museum. Ukrainische Kultur vermitteln das Ukrainian Canadian Archives & Museum of Alberta und das Ukrainian Cultural Heritage Village. Darüber hinaus gibt es ein Luftfahrtmuseum, das Alberta Aviation Museum, zwei Eisenbahnmuseen (Alberta Railway Museum and Archives und das C & E Railway Museum), ein Museum zu Geschichte des Öls (Canadian Petroleum Discovery Centre) nördlich von Edmonton, ein paläontologisches (Paleontology Museum) an der Universität, sowie ein Schulmuseum, ein landwirtschaftliches und ein Technikmuseum sowie weitere Ausstellungsstätten.
Das bedeutendste Museum der Stadt ist jedoch das Royal Alberta Museum, das bis 2011 für über 200 Millionen Dollar komplett umgebaut wird. Seine Schwerpunkte sind neben der Naturgeschichte die Geschichte der First Nations in Alberta und die Geschichte seit der Zuwanderung der Europäer.

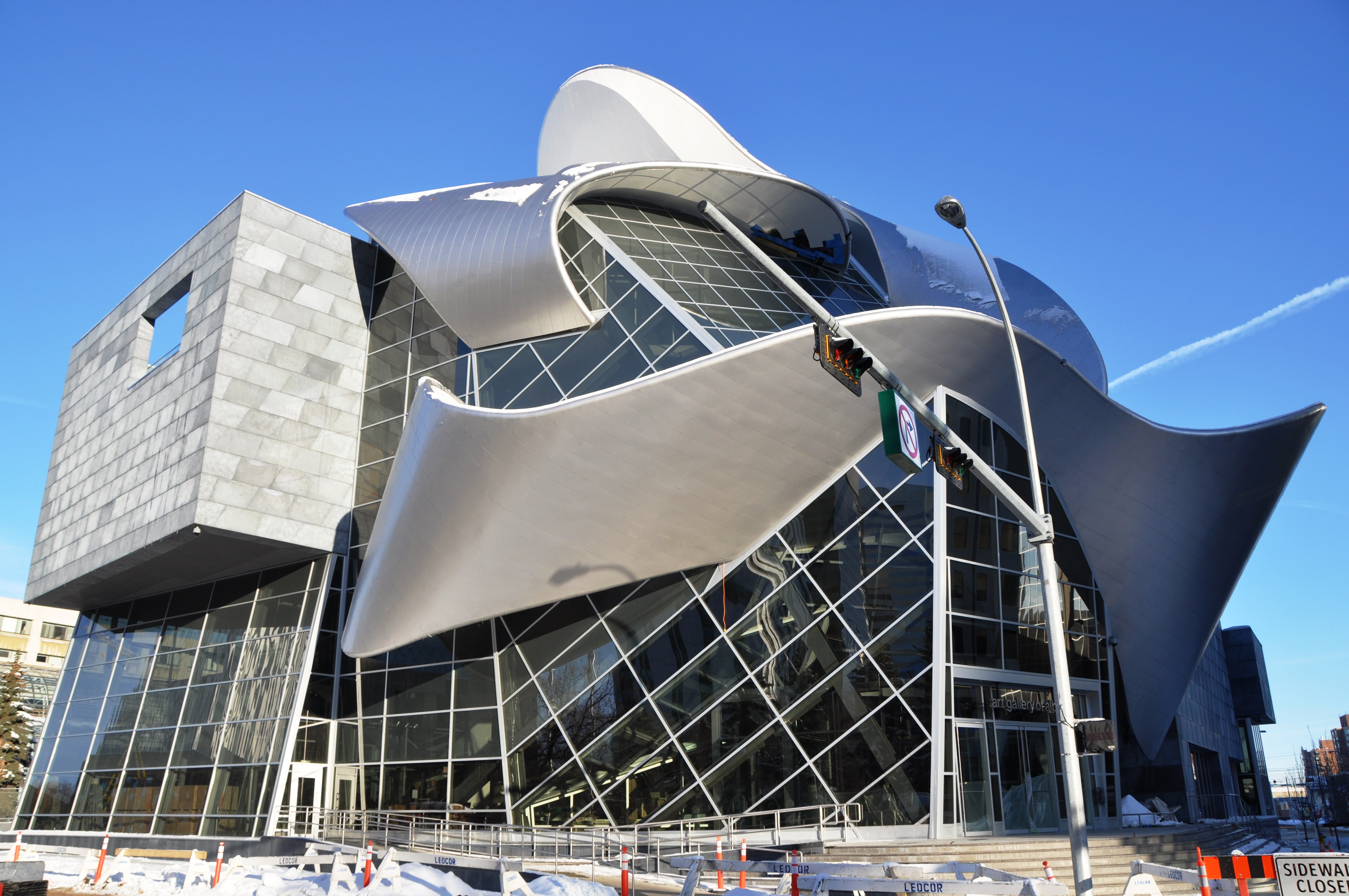
Art Gallery of Alberta

Eine der wichtigsten Galerien ist die Art Gallery of Alberta, die frühere Edmonton Art Gallery von 1968. Diese wiederum ging auf das Edmonton Museum of Arts von 1924 zurück. 1968 im Brutalismus errichtet und nach dem Architekten Don Bittorf Bittorf Building genannt, wurde das Haus für 88 Millionen Dollar umgebaut. Architekt war der Kalifornier Randall Stout. Das Gebäude, das Teile des Bittorf-Bauses integrierte, wurde am 31. Januar 2010 mit einer viermonatigen Ausstellung über Francisco Goya neu eröffnet.
Der Kunst der First Nations ist die Bearclaw Gallery verpflichtet, die 1975 von Agnes Bugera gegründet wurde, und in der international erfolgreiche Künstler wie Norval Morrisseau ausgestellt haben. Sie liegt in der Gallery Walk Area, wo sich westlich der Downtown um die 124. Straße Galerien ballen und mehr als 300 Künstler tätig sind. Sie entwickelte sich ab etwa 1981. Bereits seit 1953 ist Latitude 53 tätig, eine Vereinigung von Künstlern, die der Gegenwartskultur verpflichtet sind, der Contemporary Visual Culture.

### Festivals, Theater, Musik
Edmonton ist jedes Jahr Austragungsort mehrerer Festivals (daher der Spitzname „The Festival City“). Das Works Art & Design Festival von Ende Juni bis Anfang Juli zeigt Kunstwerke und Design von kanadischen und internationalen Künstlern. Das Edmonton International Street Performer's Festival Mitte Juli ist ein bedeutendes Straßenkünstlerfestival mit Darbietungen von Künstlern aus aller Welt. Wichtigster Anlass im Sommer ist K Days (früher Klondike Days). Es war ursprünglich ein Jahrmarkt, der Themen um den Klondike-Goldrausch aufgriff. Angeboten werden Chuckwagon-Rennen, Fahrgeschäfte, Konzerte, Handelsmessen und Feuerwerk. Im November findet zusammen mit einer Landwirtschaftsausstellung das Canadian Finals Rodeo statt, eines der bedeutendsten Rodeos Nordamerikas.
Das Edmonton International Fringe Festival Mitte August ist nach dem Edinburgh Festival Fringe das zweitgrößte Theaterfestival der Welt. Ebenfalls im August wird das Edmonton Folk Music Festival ausgetragen. Das Edmonton Heritage Festival zeigt die Kultur der verschiedenen Einwanderervölker. Weitere wichtige Veranstaltungen sind das Free Will Shakespeare Festival (Shakespeare-Aufführungen), das Duanwu Festival (Drachenbootfest) und das Edmonton International Film Festival.

## Wirtschaft und Infrastruktur

### Wirtschaft

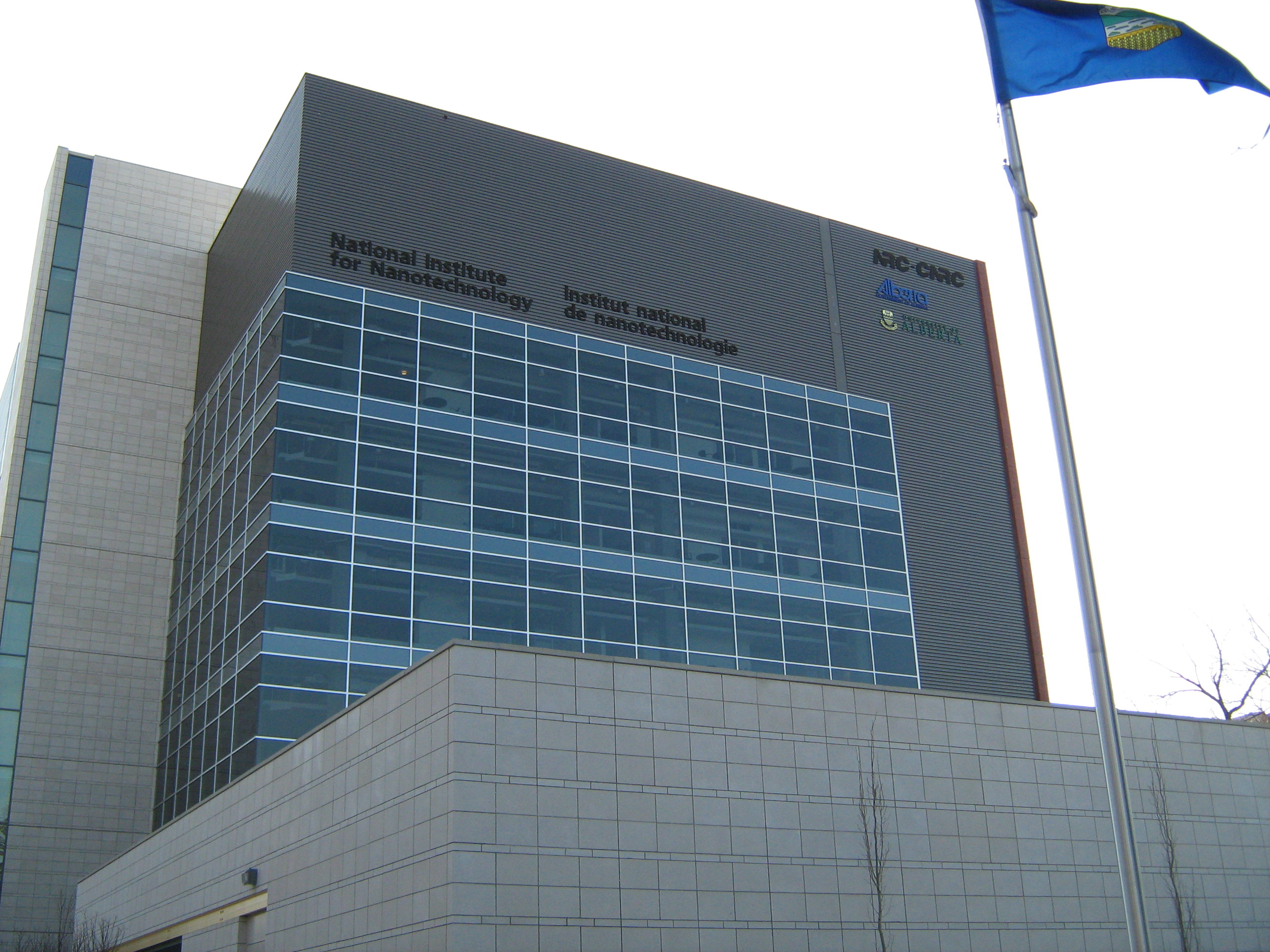
National Institute for Nanotechnology

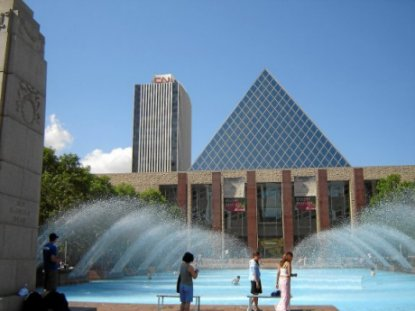
Edmonton City Hall am Churchill Square.

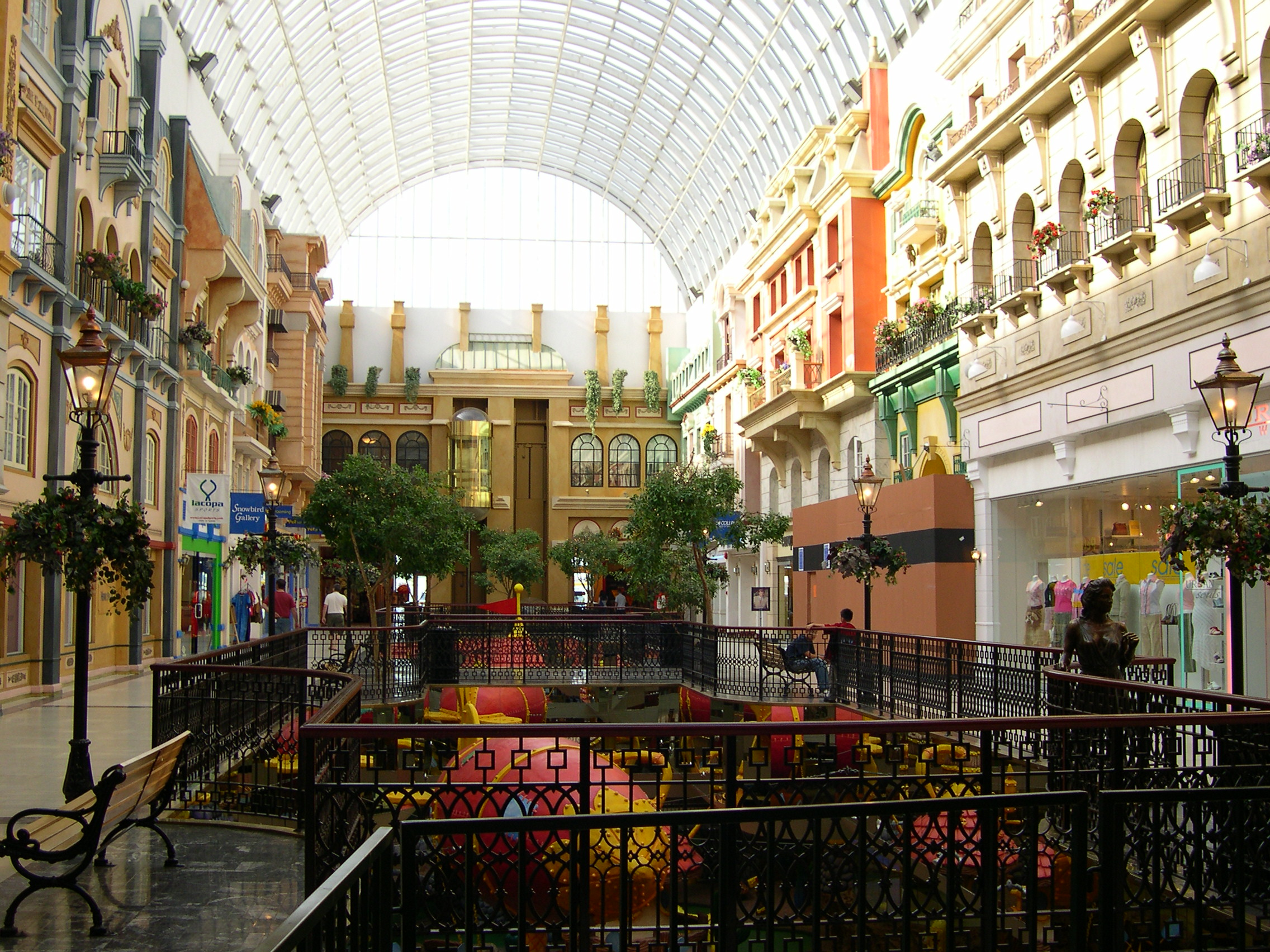
West Edmonton Mall

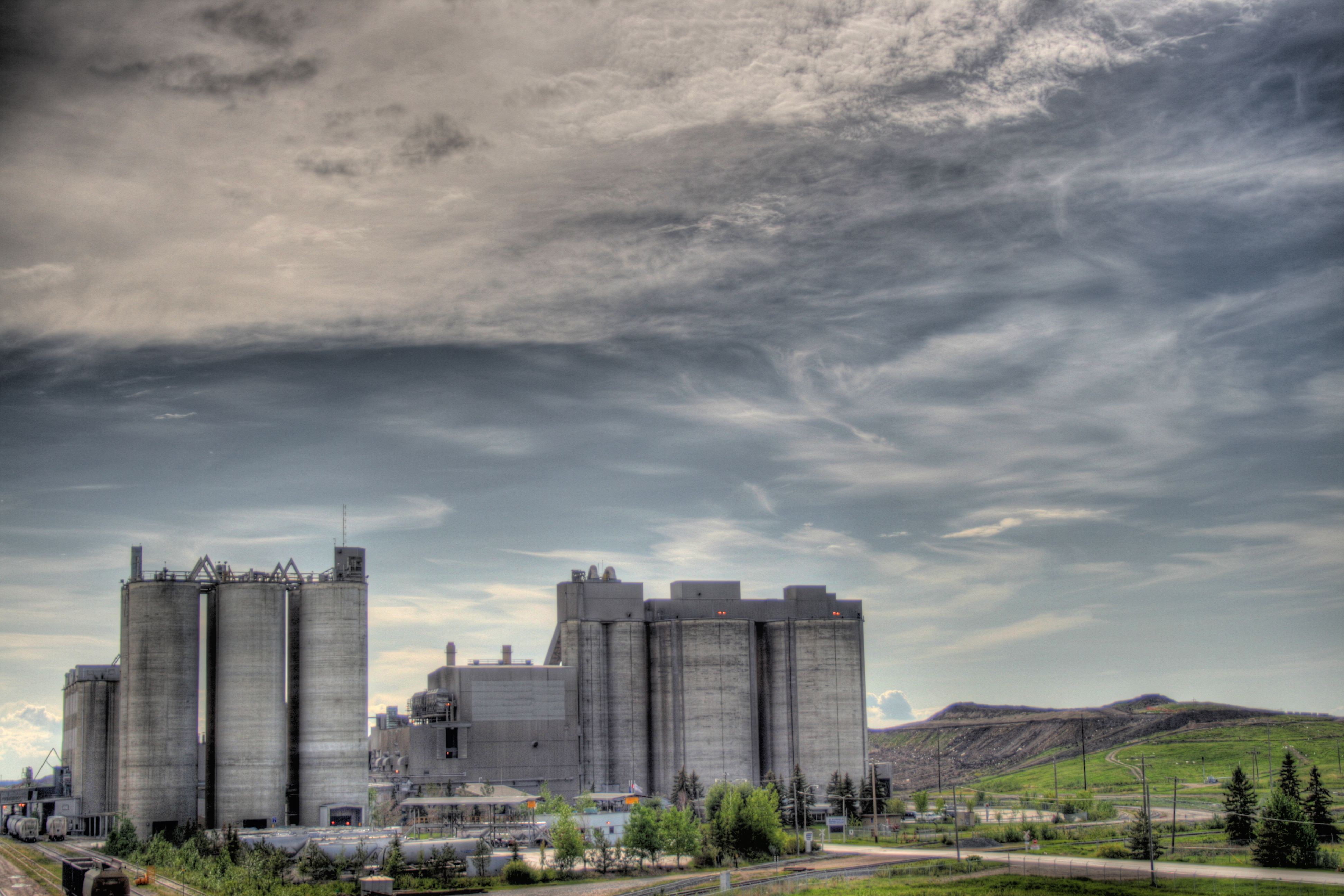
Zementfabrik

Edmonton ist der wirtschaftliche Mittelpunkt von Nord- und Zentral-Alberta und ein bedeutendes Zentrum der Erdöl- und Erdgasindustrie. Zuliefer- und Dienstleistungsbetriebe sowie Forschungseinrichtungen ergänzen die Produktionssparte. Aufgrund der Konzentration an petrochemischen Betrieben wird die Stadt seit den 1940er Jahren als Oil Capital of Canada („Ölhauptstadt Kanadas“) bezeichnet. Mit den Athabasca-Ölsanden nordöstlich der Stadt verfügt Kanada über die weltweit zweitgrößten Reserven an Erdöl nach Saudi-Arabien (der Anteil beträgt rund 15 %).
Die städtische Wirtschaft ist jedoch bedeutend weniger abhängig von Erdöl und Erdgas als noch vor einigen Jahrzehnten, tatsächlich gehört sie zu den am meisten diversifizierten des gesamten Landes. Einen großen Anteil daran hat der Hochtechnologiesektor mit bedeutenden Unternehmen wie IBM, Telus, Intuit Canada, BioWare, General Electric und Stantec. Hinzu kommen bedeutende Bildungs- und Forschungseinrichtungen wie das National Institute for Nanotechnology auf dem Gelände der University of Alberta.
In den 1970er Jahren begann Edmontons Aufstieg zu einem wichtigen Zentrum der Finanzdienstleistungsbranche. Heute haben mehrere Unternehmen hier ihren Hauptsitz, darunter Canadian Western Bank, ATB Financial und Servus Credit Union (ehemals Capital City Savings). Hinzu kommen Niederlassungen von weiteren in Kanada tätigen Finanzinstituten. Weit über Kanada hinaus bekannt ist die West Edmonton Mall, die während mehr als zwanzig Jahren das größte Einkaufszentrum der Welt war und auch noch heute das größte Einkaufszentrum in Nordamerika ist. In die Mall integriert ist Galaxyland, der weltweit größte Indoor-Vergnügungspark. Außerdem hat das Unternehmen Aurora Cannabis seinen Sitz in Edmonton.
Das FDi magazine der Financial Times bezeichnete das ökonomische Potenzial Edmontons als das beste aller nordamerikanischen Städte. In einer 2007 veröffentlichten Studie erreichte Edmonton in der Kategorie der Städte mit einer Bevölkerung zwischen 500.000 und 2 Millionen Einwohnern den ersten Platz, vor Mississauga, Charlotte, Tijuana und Calgary.

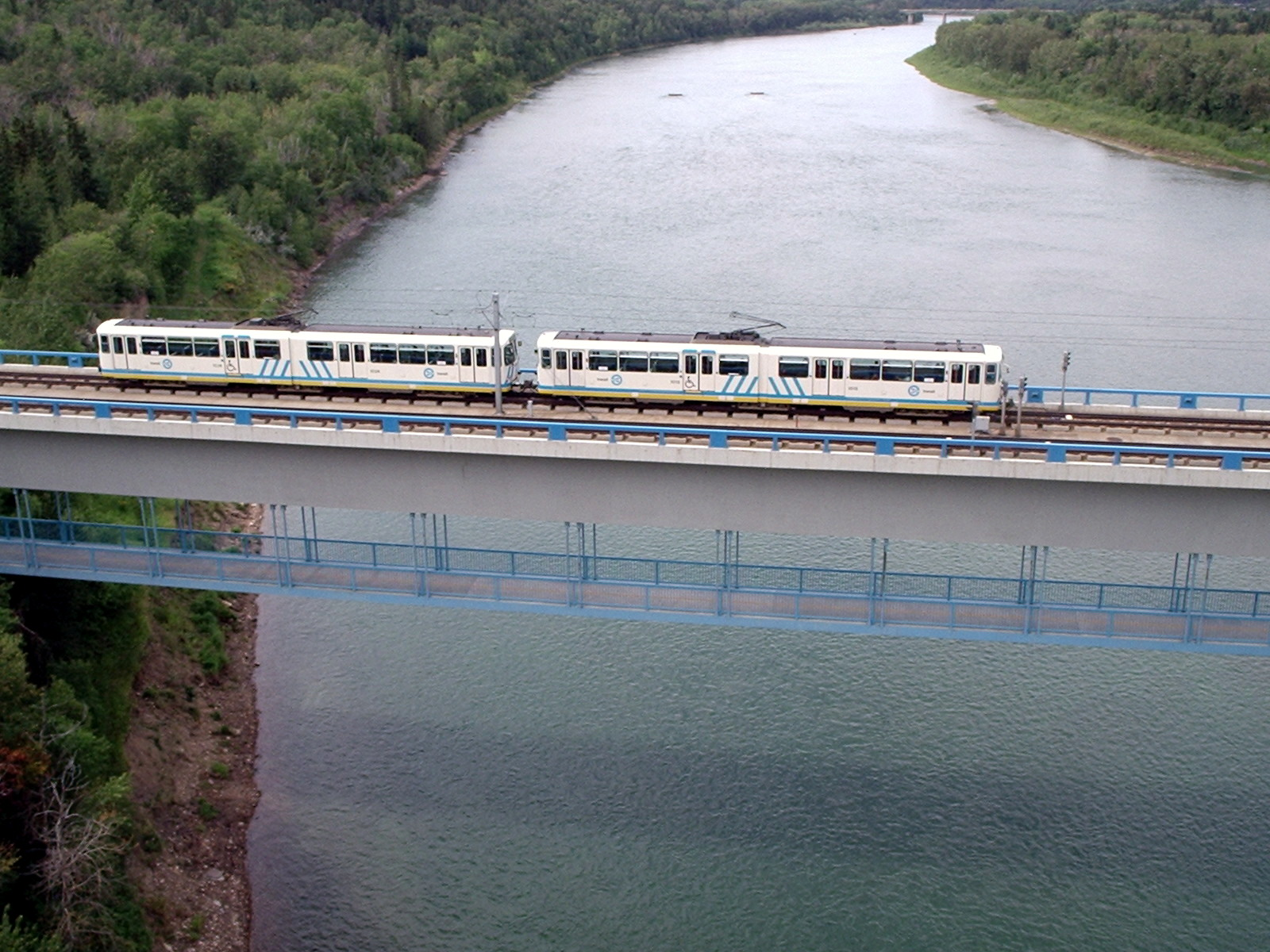
Edmonton Light Rail Transit

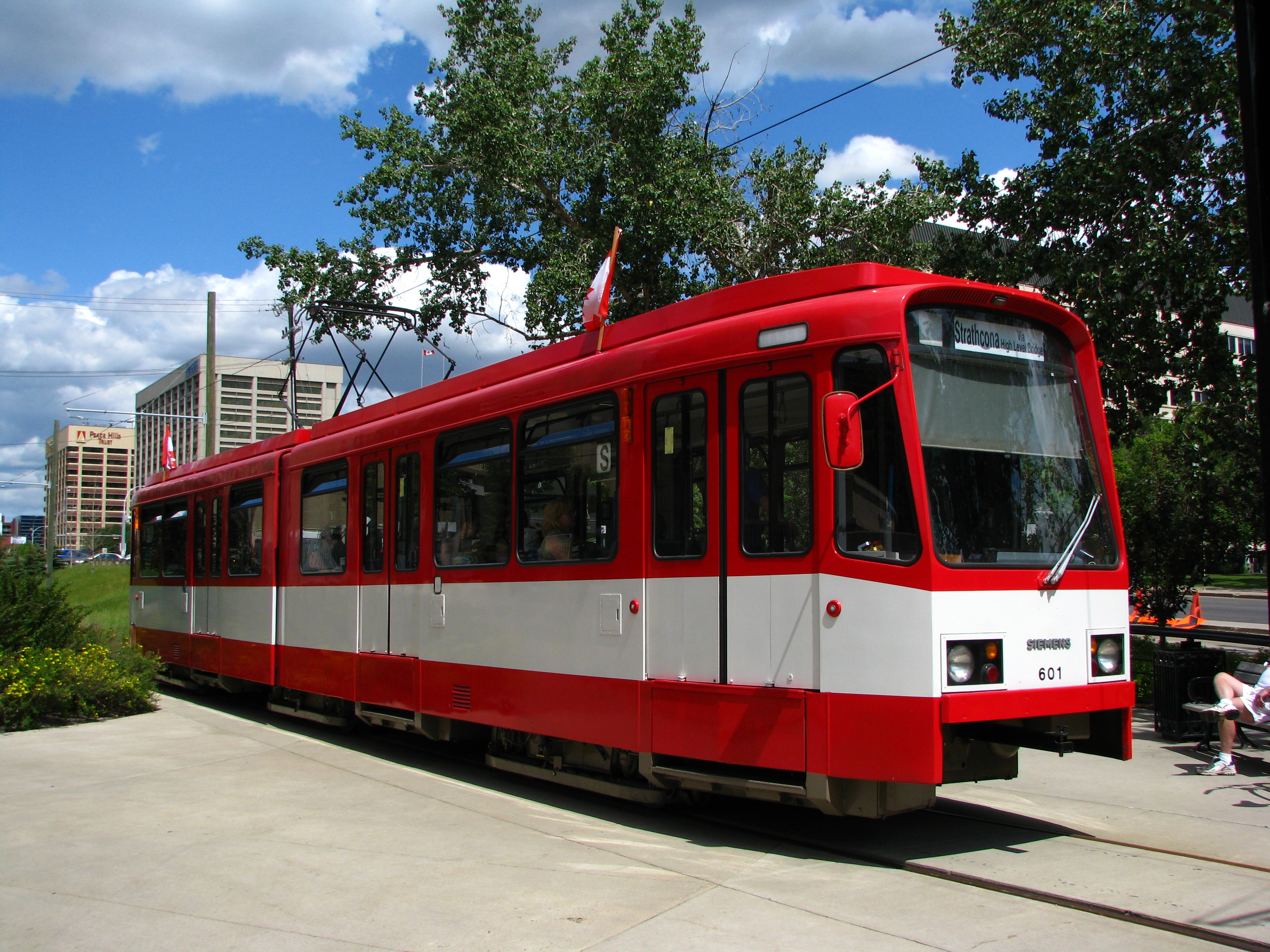
Fahrzeug der Museumsstraßenbahn auf der High-Level-Bridge-Linie

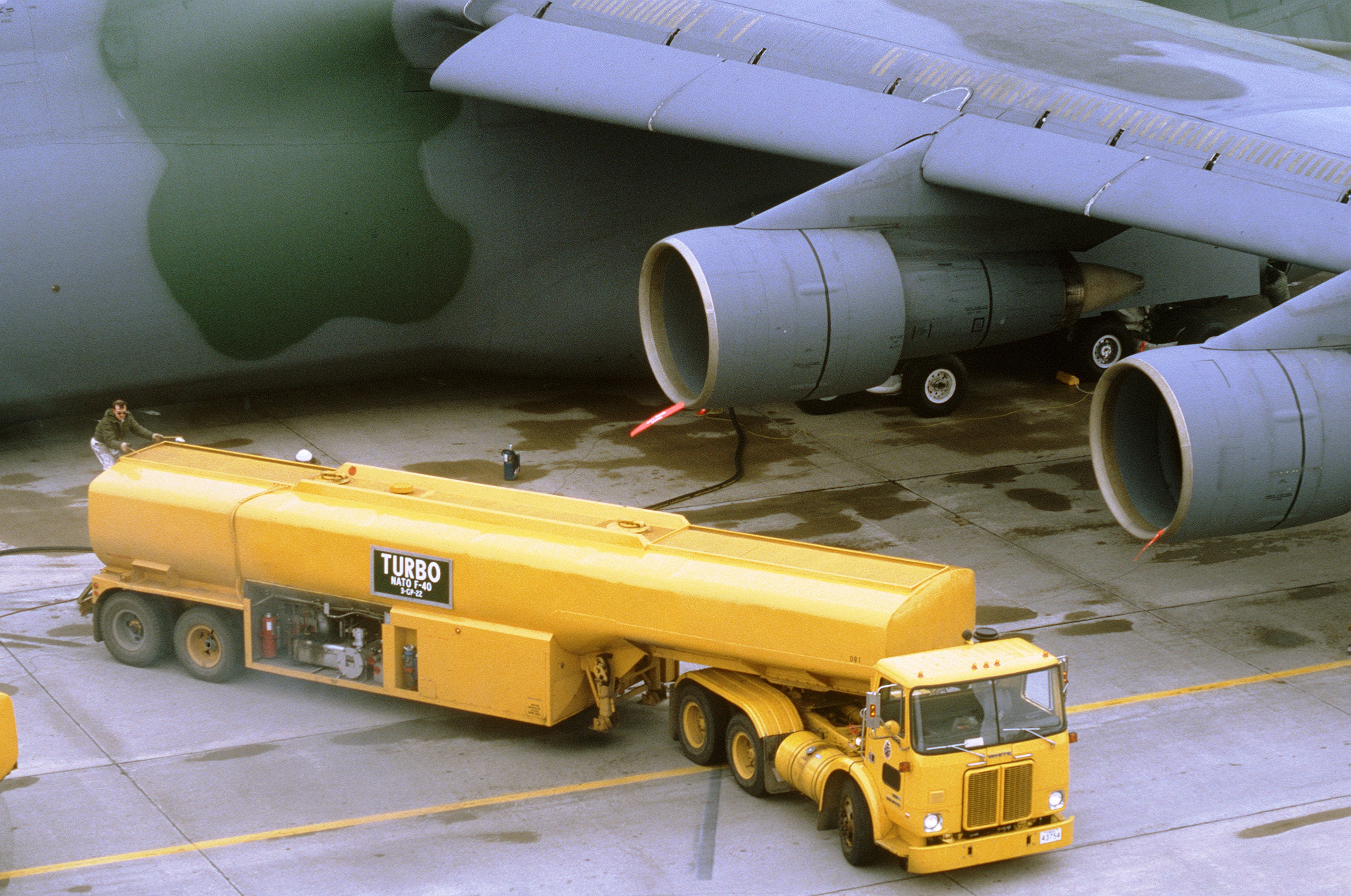
Betanken einer C-5A Galaxy auf der 1955 eingerichteten Canadian Forces Base

### Verkehr
Durch Edmonton verläuft der CANAMEX Corridor. Diese Handelsroute wurde im Rahmen des Nordamerikanischen Freihandelsabkommens definiert und dient dem Transport zwischen Kanada, den Vereinigten Staaten und Mexiko.
Die Stadt ist ein bedeutender Ausgangspunkt für Verkehrsverbindungen in den Norden Albertas und den Norden Kanadas. Der größte und bedeutendste Flughafen der Metropolregion Edmonton ist der Edmonton International Airport südlich der Stadt mit Linienflügen in die USA, nach Mexiko, nach Europa und in die Karibik.
Der transkontinentalen Fernverkehrszug The Canadian stellt den Anschluss Edmontons an das kanadische Eisenbahnnetz im Bereich des Personenfernverkehrs her, wodurch sich direkte Zugverbindungen in Richtung Jasper–Vancouver und in Richtung Saskatoon–Winnipeg–Toronto ergeben. Der Bahnhof befindet sich auf der Nordseite der Innenstadt beim inzwischen stillgelegten City Centre Airport. Es handelt sich um einen vergleichsweise kleinen Bahnhof an einem Abzweig der Hauptstrecke. Der Streckenabschnitt über die High Level Bridge, dem früheren Hauptzugang zum Stadtzentrum, ist zurzeit außer Betrieb. Geplant ist der Bau einer Schnellfahrstrecke nach Calgary. Die Provinzregierung hat zu diesem Zweck einen Landkorridor erworben und im Stadtzentrum Grundstücke für einen neuen Bahnhof gekauft, was zu einer Reaktivierung der Strecke über die High Level Bridge führen würde. Der Schienengüterverkehr wird durch die Canadian National Railway abgewickelt, die in Edmonton über einen bedeutenden Rangierbahnhof verfügt.
Das Straßennetz der Stadt ist zum größten Teil rasterförmig. Die Straßen sind meist nummeriert; in Nord-Süd-Richtung werden sie als Streets bezeichnet, in West-Ost-Richtung als Avenues. Innerhalb des seit den 1950er Jahren überbauten Gebiets folgen die Autobahnen und zahlreiche Hauptstraßen jedoch nicht dem Rastersystem. Wichtige Hauptverkehrsachsen sind der Yellowhead Highway von der Ost- zur Westgrenze Albertas und der Alberta Highway 2 (auch Queen Elizabeth II Highway) nach Calgary. Fernbusse von Greyhound Canada verbinden Edmonton mit zahlreichen Städten.
Den öffentlichen Personennahverkehr führt der städtische Verkehrsbetrieb Edmonton Transit Services (ETS) durch. ETS betreibt über 150 Buslinien, davon sieben Linien mit Oberleitungsbussen. Mit Ausnahme von Fort Saskatchewan, wo ETS ebenfalls den Busverkehr durchführt, enden sämtliche Linien spätestens an der Stadtgrenze. Andere Gemeinden in der Agglomeration verfügen über eigene Verkehrsbetriebe. In Nord-Süd-Richtung verläuft seit 1978 eine Stadtbahn, der 12,9 km lange Edmonton Light Rail Transit; sechs Stationen im Stadtzentrum sind unterirdisch. Seit 2009 wird die LRT nach Süden verlängert, der erste Bauabschnitt ging im April 2009 in Betrieb, im April 2010 wurde eine weitere Ausbaustufe bis Century Park eröffnet, die die Gesamtlänge der Strecke auf 20,3 km erhöht; dadurch werden weitere 26.000 Fahrgäste pro Tag erwartet. Insgesamt soll die LRT nun 100.000 Fahrgäste pro Tag befördern. Eine Erweiterung der Stadtbahn bis zum Northern Alberta Institute of Technology wurde 2015 eröffnet. Die Eröffnung einer zusätzlichen Line ist derzeit (2016) für 2020 geplant.
Die Edmonton Radial Railway Society betreibt im Sommer Museumsstraßenbahnen im Fort Edmonton Park und über die High Level Bridge.

### Bildungswesen

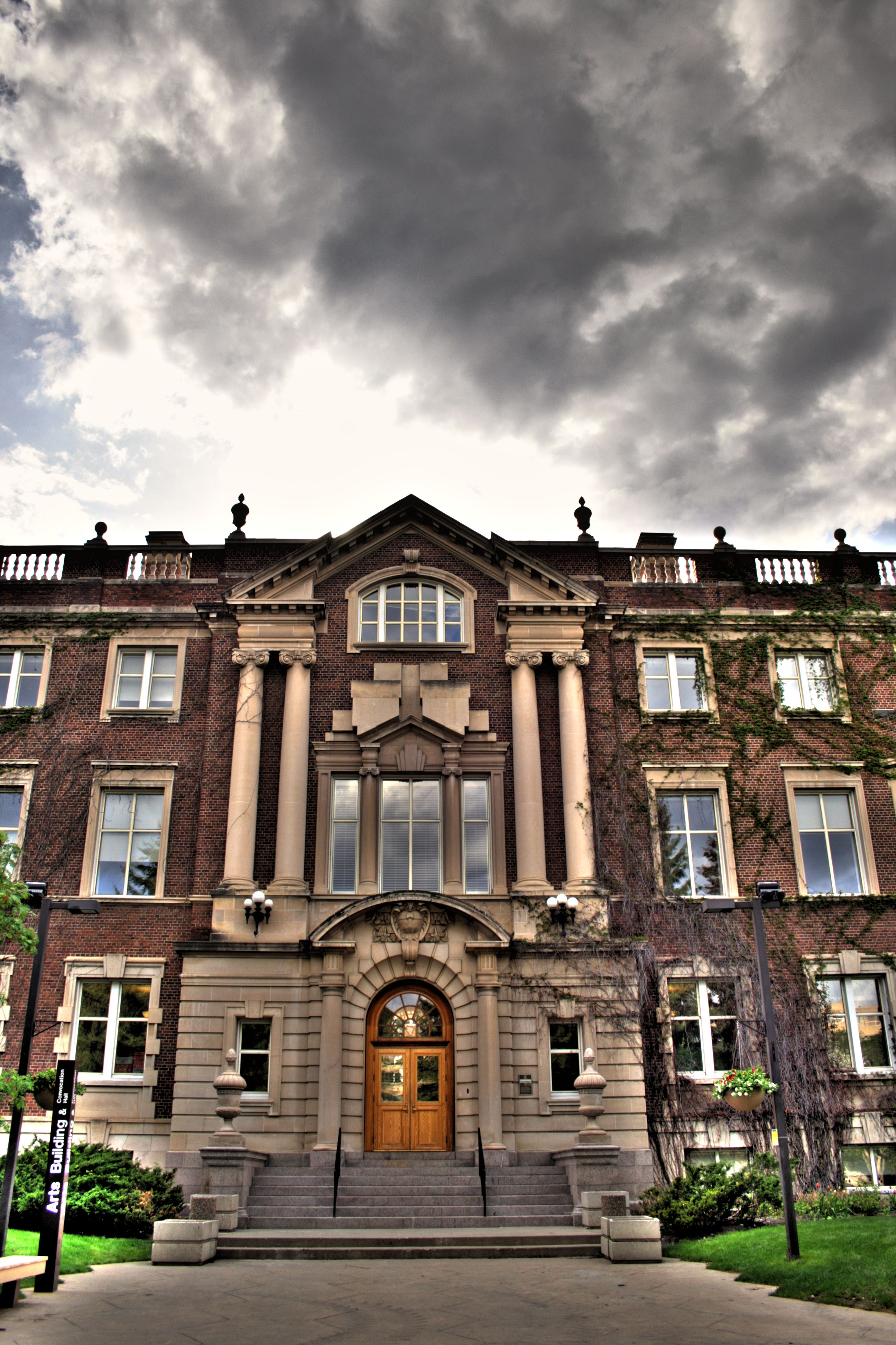
Universität, Arts Building und Convocation Hall

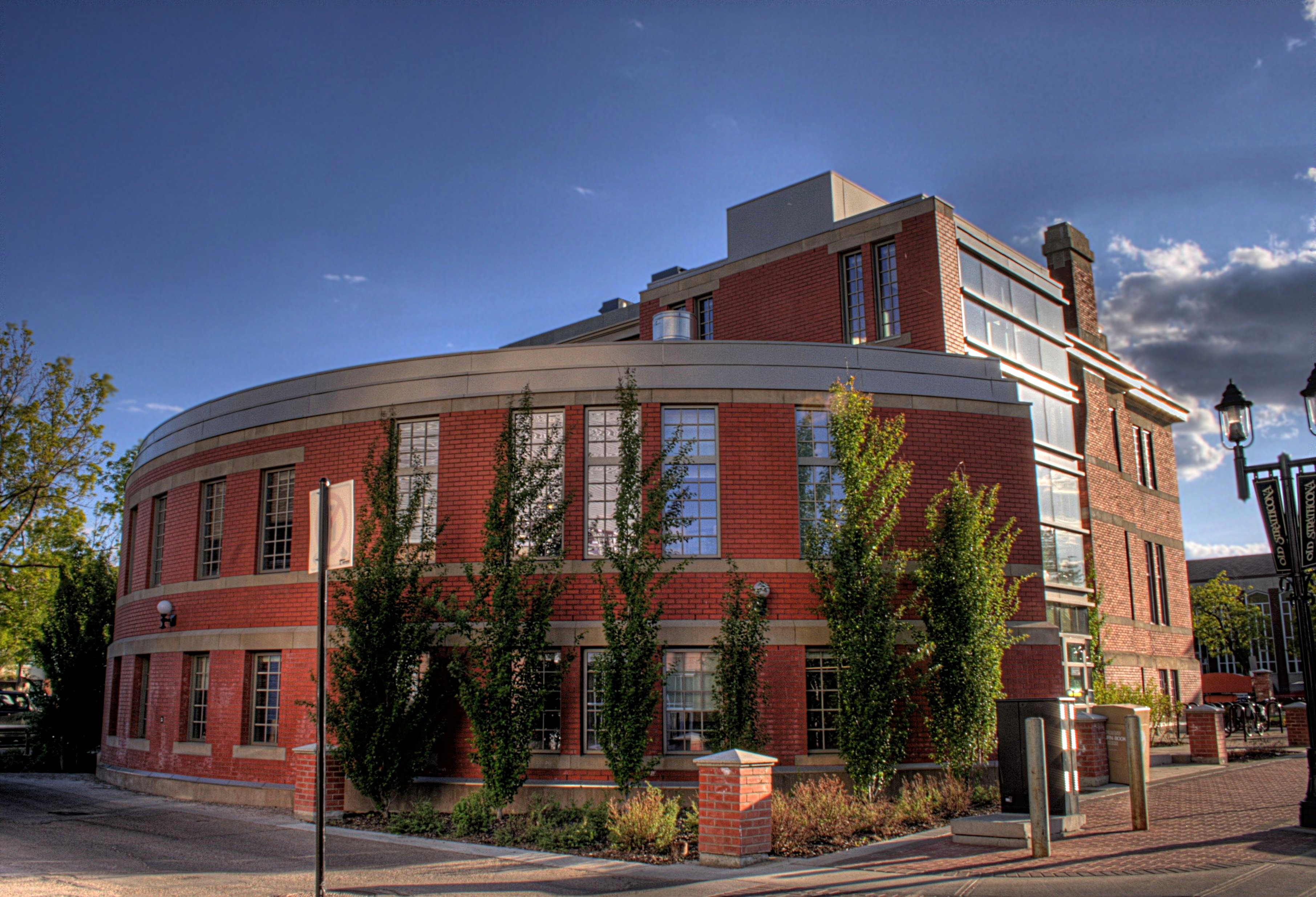
Öffentliche Bibliothek in Strathcona

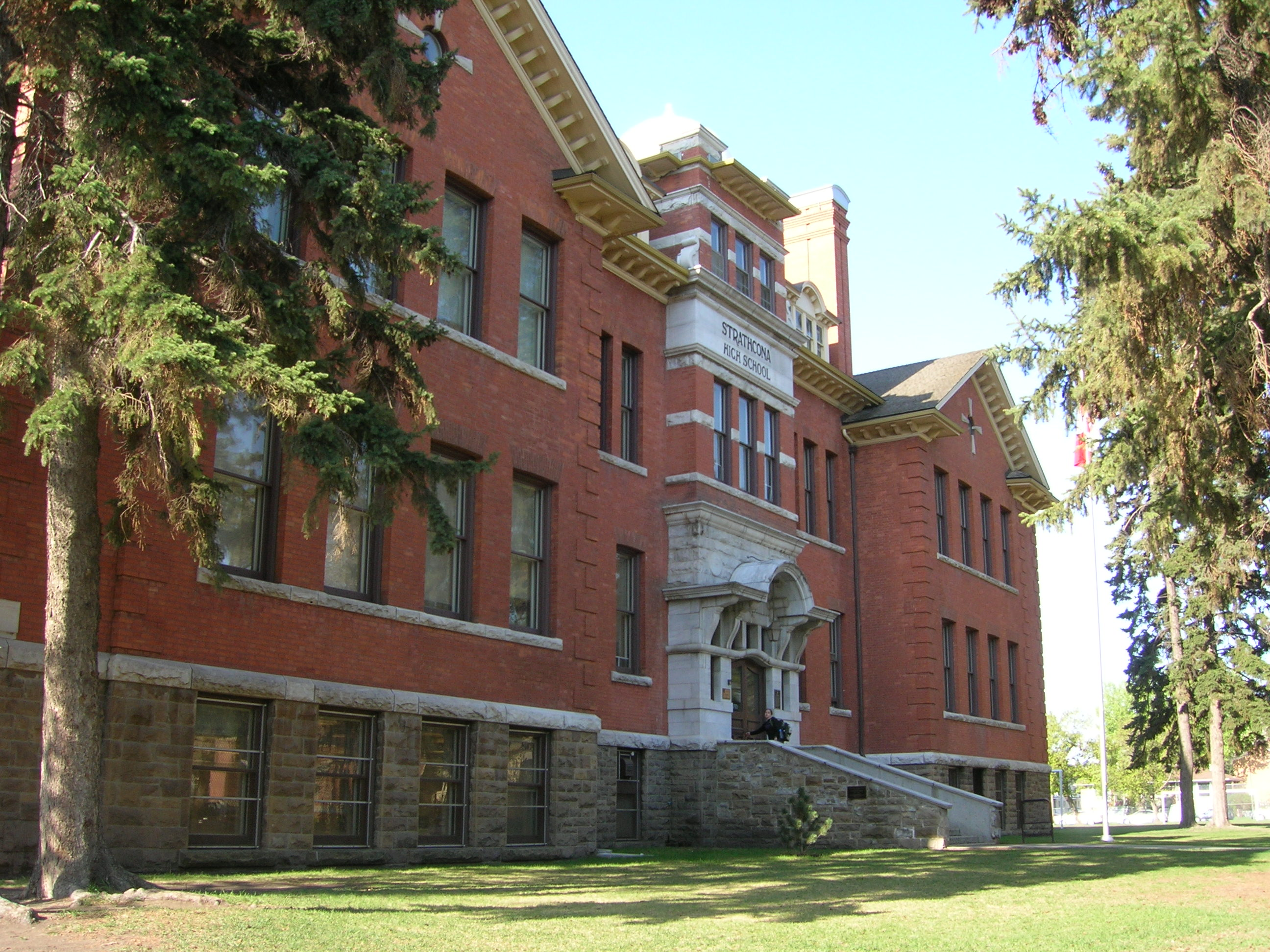
Eingang zur Old Scona Academic Senior High School in Old Strathcona, meist Old Scona genannt.

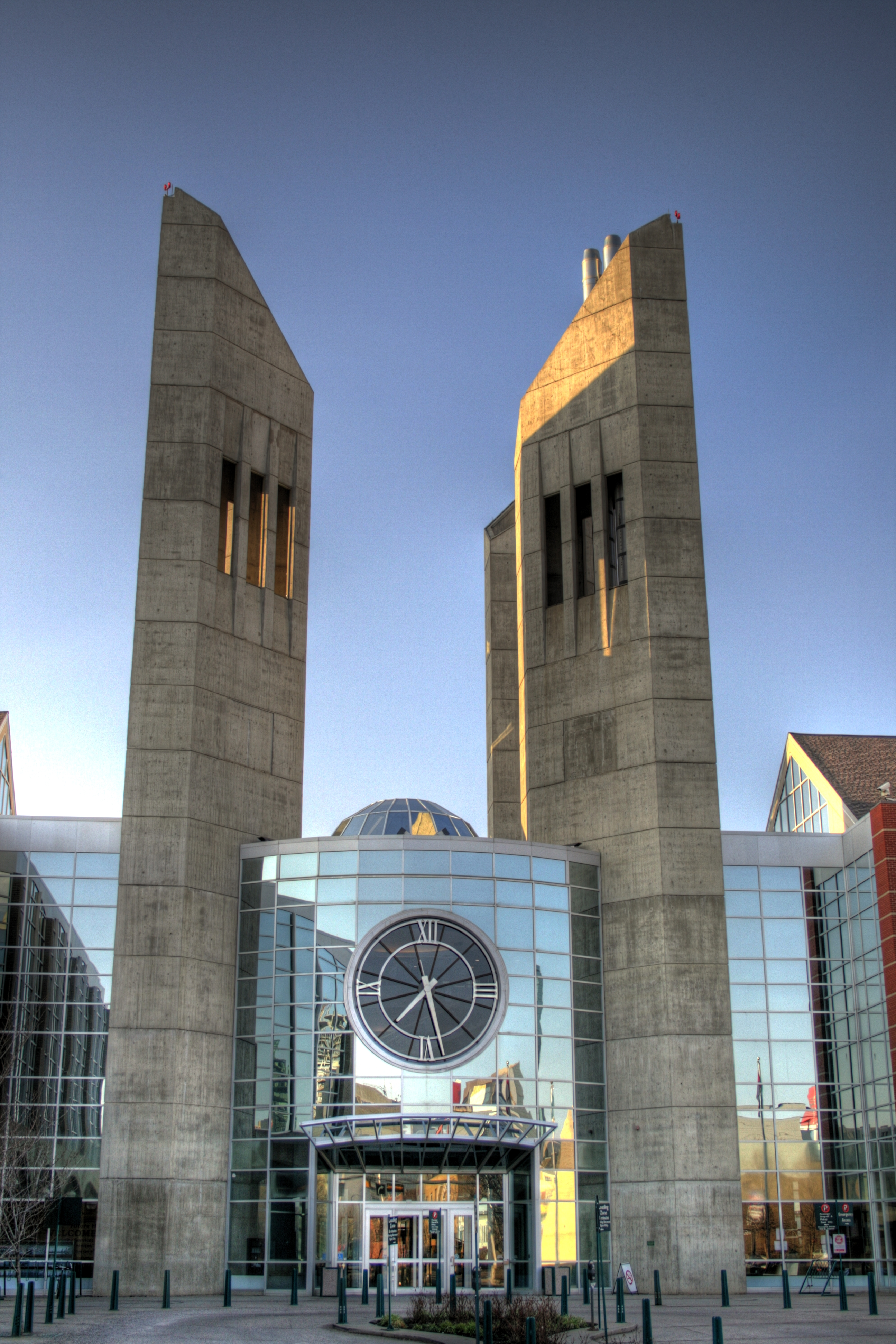
Eingang zur Grant MacEwan University

In Edmonton befindet sich die 1908 gegründete University of Alberta. Hinzu kommen die Grant MacEwan University, das Concordia University College of Alberta sowie The King’s University und weitere Bildungseinrichtungen wie zum Beispiel das St. Stephen’s Theological College und das Guru Digital Arts College.
Als Strathcona Collegiate Institute wurde die Old Scona Academic Senior High School 1908 als eines der ersten Colleges in Alberta gegründet. Als die Universität gegründet wurde, fanden viele Veranstaltungen in diesem College statt.
Neben der Universitätsbibliothek finden sich Bibliotheken der Colleges und Museen, sowie öffentliche Bibliotheken. Die öffentliche Bibliothek der Stadt Edmonton wurde 2014 vom Magazin Library Journal – als erste kanadische Bibliothek – mit dem Titel Bibliothek des Jahres ausgezeichnet.
Zu den Highschools von Edmonton gehört die Strathcona Highschool.
Die Alberta Interscience Association wurde 2009 gegründet.

## Medien
1880 entstand in Edmonton die erste Zeitung Albertas, der den Liberalen zugeneigte Edmonton Bulletin, das bald als Stimme des Provinz-Premiers Frank Oliver galt. Das Blatt war bis 1903 konkurrenzlos, als das Edmonton Journal als konservatives Blatt gegründet wurde. Es wurde 1912 für eine halbe Million Dollar von der Southam-Familie in Ontario aufgekauft. Auch andere Zeitungen versuchten ihr Glück, doch waren sie meist von kurzer Dauer, wie The Capital, das nur von 1909 bis 1915 bestand. 1937 sollten die Zeitungen in Alberta unter der Regierung von Premier William Aberharts Social Credit Party weitgehend unter Regierungskontrolle gebracht werden, auch das konservative Journal. Doch scheiterte dieser Versuch am Obersten Gerichtshof im März des folgenden Jahres. Die Rivalität zwischen den beiden lokalen Blättern, dem Bulletin und dem Journal bestand bis 1951, als das Bulletin pleiteging. Erst 1978 entstand mit dem The Edmonton Sun erneut Konkurrenz. 1980 druckte das Journal erstmals in Farbe.
Das Edmonton Journal unter Leitung von John Imrie eröffnete mit CJCA auch die erste Radiostation in Edmonton am 1. Mai 1922. Der dazugehörige Sender war 1921 an der Ecke 101 und 100. Avenue auf dem Bellamy Hill entstanden.
Heute gibt es zwei größere Tageszeitungen die aufgelegt werden und heute zu der gleichen Mediengruppe gehören: das Edmonton Journal und die The Edmonton Sun. Weitere wöchentlich erscheinende Zeitungen sind die Metro und Vue Weekly, sowie der Edmonton Examinier.

## Sport

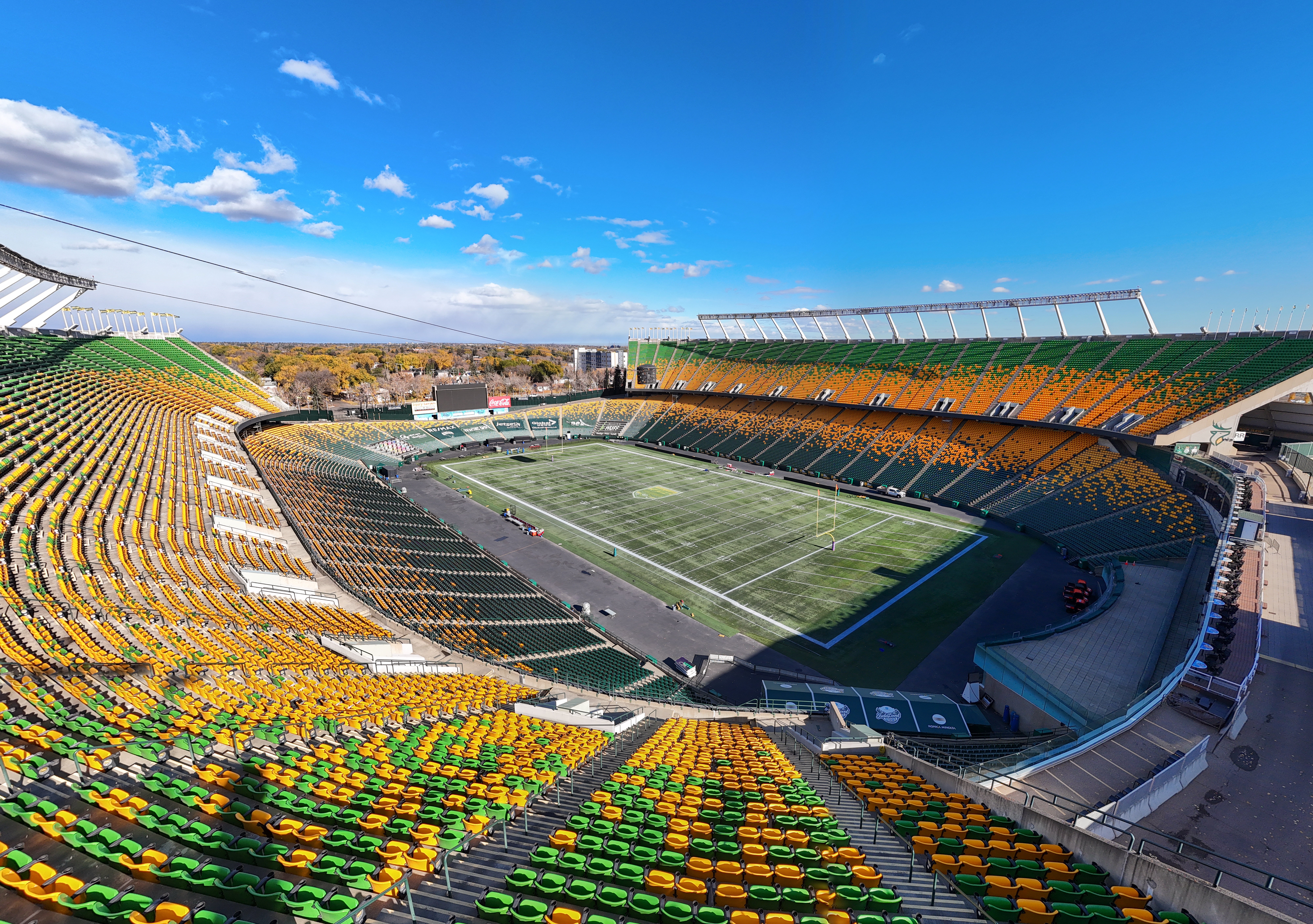
Das Commonwealth Stadium

Edmonton hat eine Eishockeymannschaft in der National Hockey League, die Edmonton Oilers, und eine Canadian Footballmannschaft in der Canadian Football League, die Edmonton Elks (bis 2020 Edmonton Eskimos). Seit der Saison 2007/08 gibt es in Edmonton mit den Edmonton Oil Kings aus der Western Hockey League auch wieder eine Junioreneishockeymannschaft. Bekanntester Fußballverein der Stadt ist der FC Edmonton, der in der North American Soccer League spielt.
Zwischen 2005 und 2012 fand auf dem Edmonton City Centre Airport das Edmonton Indy statt.
Aufgrund der vielen Erfolge der Oilers (Stanley Cup Champion 1984, 1985, 1987, 1988 und 1990) und der Elks (13-mal Grey Cup Champion, 5-mal hintereinander von 1978 bis 1982) nennt man Edmonton auch die City of Champions.
Das anlässlich der Commonwealth Games 1978 errichtete Commonwealth Stadium wird in erster Linie von den Edmonton Elks genutzt, ist aber auch Austragungsort vieler anderer Großveranstaltungen, wie z. B. der Leichtathletik-Weltmeisterschaften 2001 und der Frauen-Rugby-Union-Weltmeisterschaft 2006. Auch viele Spiele der Kanadischen Fußballnationalmannschaft finden hier statt.

## Städtepartnerschaften
- Gatineau, Kanada, seit 1967
- Harbin, Volksrepublik China, seit 1985
- Nashville, Vereinigte Staaten, seit 1990
- Wonju, Südkorea, seit 1998
- Bergen op Zoom, Niederlande, seit 2013